# Ismaïl ben Chérif
Vous lisez un « article de qualité » labellisé en 2016.
Pour les articles homonymes, voir Moulay Ismaïl (homonymie).
Moulay Ismaïl (en arabe : مولاي إسماعيل ; en berbère : ⵎⵓⵍⴰⵢ ⵙⵎⴰⵄⵉⵍ), ou éventuellement Moulay Ismaïl ben Chérif, né vers 1645 à Sijilmassa et mort le 22 mars 1727 à Meknès, est le sultan du Maroc qui a régné de 1672 à 1727. Septième fils de Moulay Chérif, il exerce la fonction de gouverneur du Nord du Maroc à partir de 1667, jusqu'à la mort de son demi-frère le sultan Moulay Rachid, en 1672. Il se proclame alors sultan du Maroc à Fès, puis entretient pendant une quinzaine d'années une rivalité avec son neveu Moulay Ahmed ben Mehrez, également prétendant au trône, jusqu'à la mort de ce dernier en 1687.
Le règne de Moulay Ismaïl correspond à une période d’apogée de la puissance marocaine. Ses succès militaires s'expliquent par la création d'une armée forte et originale reposant sur les « guichs » (principalement celui des Oudaïas) et sur la garde des Abid al-Bukhari, des esclaves noirs qui lui sont totalement dévoués, ce qui permet au pouvoir central d’être moins dépendant de tribus souvent rebelles. Moulay Ismaïl combat victorieusement les Ottomans d'Alger et leurs vassaux, et chasse les Européens des ports qu'ils occupent grâce à la Jaych Ar-Rifi (troupe armée originaire de la région du Rif mise en place par Moulay Ismaïl), Larache, Assilah, El-Mamoura et Tanger. Il y fait des milliers de prisonniers chrétiens et manque de peu de s'emparer de Ceuta.
Il contrôle une flotte de corsaires basée à Salé-le-Vieux et Salé-le-Neuf (l'actuelle Rabat), qui l'approvisionnent en esclaves chrétiens, puis en armes grâce à leurs razzias en Méditerranée et jusqu'en mer du Nord. Il noue des relations diplomatiques significatives avec des puissances étrangères, en particulier la France, l’Angleterre et l’Espagne. Souvent comparé à son contemporain Louis XIV pour son charisme et son autorité, Moulay Ismaïl est surnommé le « roi sanguinaire » par les Européens, en raison de sa cruauté et de sa justice sommaire.
Roi bâtisseur, il entreprend la construction du grand palais de Meknès, de jardins, de portes monumentales, de plus de quarante kilomètres de murailles et de nombreuses mosquées. Il meurt des suites d'une maladie. À sa mort, ses soutiens sont cependant devenus si puissants qu'ils contrôlent le pays et font et défont les sultans.
Moulay Ismaïl détient à ce jour le record de longévité en tant que monarque absolu au Maroc, avec un règne de 55 ans, sans régence préalable puisqu'il ne prend le pouvoir qu'à l'âge de 26 ans.

## Biographie

### Contexte, origines et accession au pouvoir

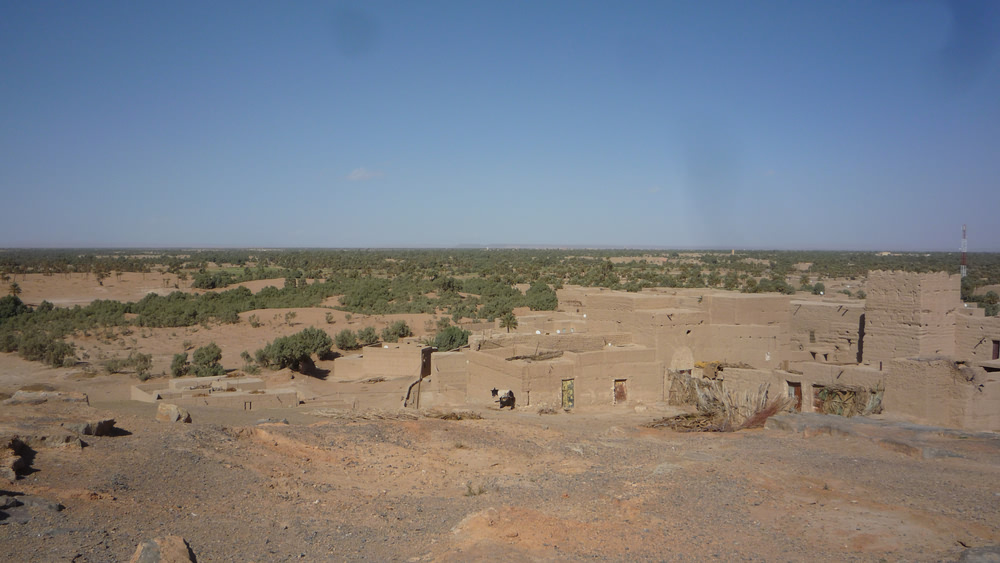
Le Tafilalet, région où les Chérifs alaouites se sont installés à partir du XIIIe siècle.

Né vers 1645 à Sijilmassa, Moulay Ismaïl ben Chérif est le fils de Moulay Chérif ben Ali, prince du Tafilalet et premier souverain alaouite. Sa mère serait une esclave noire. Il est considéré par certains comme le descendant de Hassan ad-Dakhil, dit 21e descendant de Mahomet et 17e descendant d'al-Zakiya, qui se serait installé à Sijilmassa en 1266.

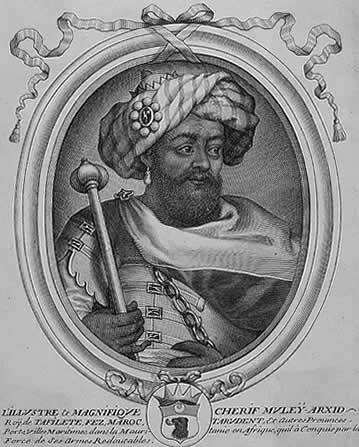
Moulay Rachid, premier sultan de la dynastie alaouite en 1667.

Après la mort du célèbre sultan saadien Ahmed al-Mansour, le Maroc entre dans une période mouvementée, durant laquelle ses fils se disputent le trône tandis que le pays est morcelé au profit de différents chefs militaires et pouvoirs religieux,. Au commencement du règne de Zaidan el-Nasir, le sultanat saadien est très affaibli. La zaouïa de Dila contrôle le centre du Maroc, celle d'Illigh établit son influence du Souss jusqu'au Drâa, le marabout el-Ayachi prend possession des plaines du nord-ouest, des côtes atlantiques jusqu'à Taza, la République de Salé se transforme en état indépendant à l'embouchure du Bouregreg et la ville de Tétouan devient une cité-état gouvernée par la famille Naqsis. Au Tafilalet, les Alaouites sont nommés par les filaliens pour repousser l'influence des zaouïa d'Illigh et de Dila ; ils établissent un émirat indépendant à partir de 1631.

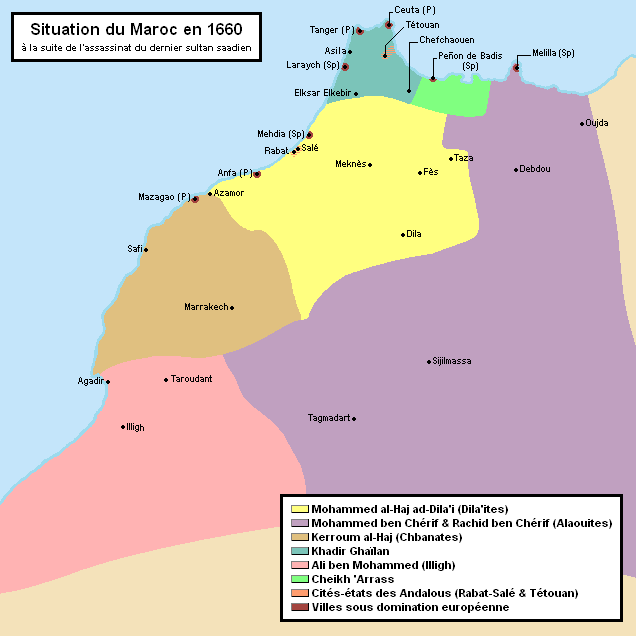
Situation politique du Maroc vers 1660 après l'assassinat du dernier sultan saadien Ahmad al-Abbas.

Trois souverains précèdent Ismaïl ben Chérif : son père, Moulay Chérif, puis ses deux demi-frères. Premier souverain de la dynastie alaouite à partir de 1631, Moulay Chérif permet au Tafilalet d'échapper à l'influence de la puissante zaouïa de Dila. Moulay Chérif abdique en 1636 et son fils aîné, Moulay Mohamed ben Chérif, lui succède. Sous le règne de ce dernier, le domaine alaouite s'étend jusqu'au nord-est du pays, à la Tafna et au Draâ. Son demi-frère Moulay Rachid, ambitieux et désobéissant, se rebelle et réussit à le tuer le 3 août 1664 lors d'une bataille qui se déroule dans la plaine des Angad (près d'Oujda). Moulay Ismaïl, qui choisit le camp de Rachid, en est récompensé. Nommé gouverneur de Meknès, Ismaïl se consacre dès sa jeunesse à l'agriculture et au commerce, dans le but d'augmenter ses richesses, pendant que son demi-frère Moulay Rachid règne comme émir du Tafilalet, puis comme sultan du Maroc après la prise de Fès le 27 mai 1667. Jouissant de la confiance de son aîné, Ismaïl reçoit le commandement militaire du Nord du Maroc et devient, à partir de 1667, calife feudataire et vice-roi de Fès, tandis que son demi-frère combat dans le sud du Maroc. Moulay Rachid s'empare de la zaouïa de Dila en 1668 puis met deux ans à mater les rebelles de Marrakech, avant de pénétrer dans la ville en 1669.
Le 6 avril 1670, Ismaïl célèbre son premier mariage à Fès, en présence de son demi-frère Rachid. Le 25 juillet, il met à mort 60 brigands des Oulad Djama qu'il crucifie sur la muraille du Borj el-Jadid, à Fès. Alors que Rachid continue ses opérations contre les tribus insoumises du Haut Atlas, il meurt le 9 avril 1672 à Marrakech des suites d'une chute de cheval. Le 13 avril, après avoir appris la mort de ce dernier, Moulay Ismaïl s'empare de Fès, où se trouvent les trésors de son demi-frère, puis se proclame sultan du Maroc le 14 avril 1672, à l'âge de vingt-six ans,. Sa proclamation a lieu vers deux heures de l'après-midi. Elle est suivie d'une grande cérémonie. Toute la population de Fès, dont ses notables, savants et chérifs, prête serment de fidélité au nouveau souverain, tout comme les tribus et villes de tout le royaume de Fès, qui lui envoient des députations et des présents. Seule Marrakech et sa région n'envoient aucune députation. Ismaïl établit définitivement sa capitale à Meknès, séduit par l'eau et le climat de cette ville.

### Début de règne difficile

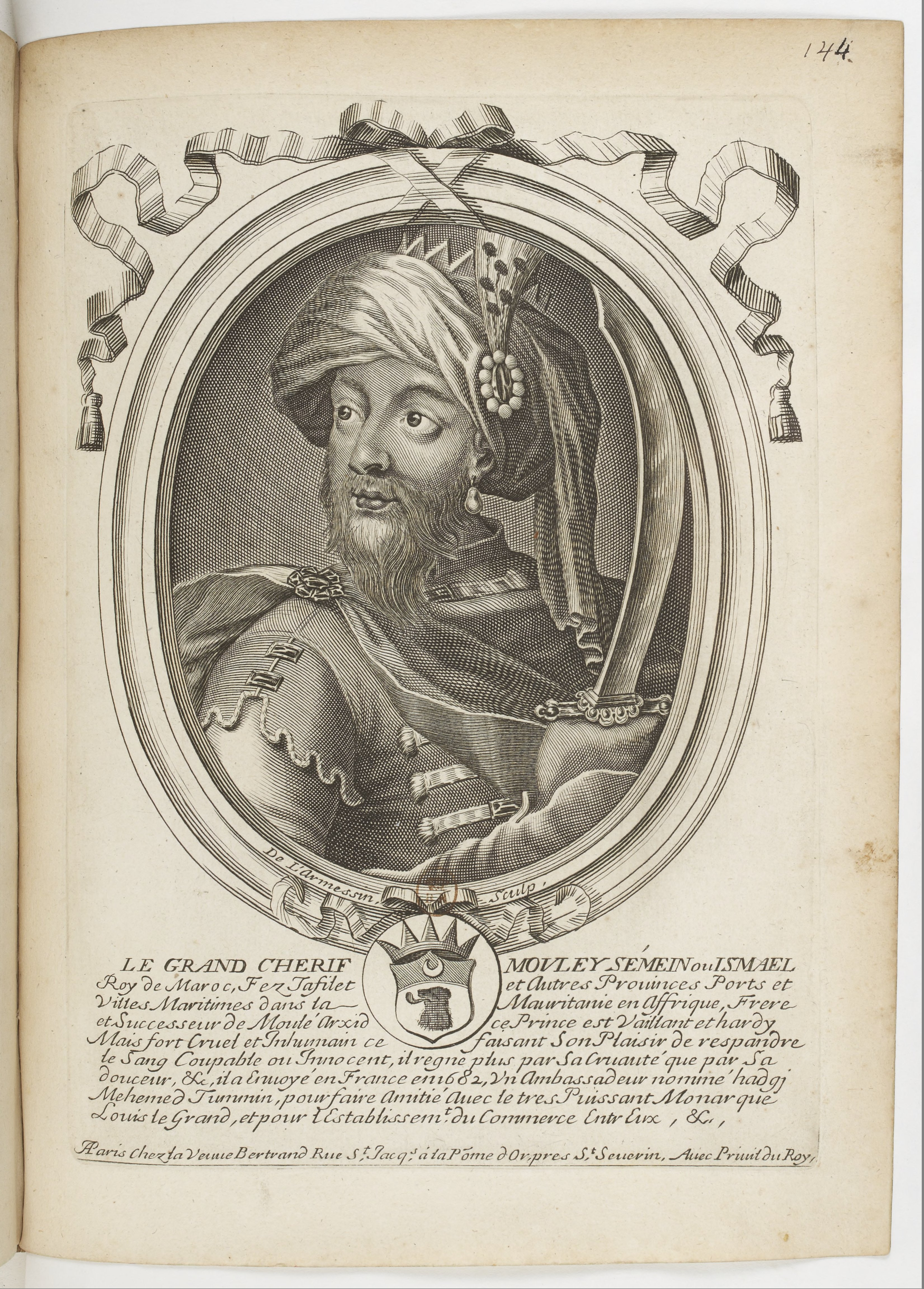
Le Grand Cherif Mouley Sémein ou Ismael, de Nicolas Ier de Larmessin.

Après sa prise de pouvoir, Moulay Ismaïl doit faire face à plusieurs rébellions : tout d'abord la révolte de son neveu Moulay Ahmed ben Mehrez, fils de Moulay Mourad Mehrez ; puis celle de ses frères, parmi lesquels Moulay Harran, qui prend le titre de roi au Tafilalet. Le chef de guerre tétouanais Khadir Ghaïlan oppose également une résistance au sultan Ismaïl, ainsi que plusieurs tribus insoumises et groupes religieux. Lorsque la nouvelle de la mort de Moulay Rachid atteint Sijilmassa, Ahmed ben Mehrez se précipite en direction de Marrakech, dans le but de s'y faire proclamer sultan. Les tribus du Haouz, les Arabes du Souss et les habitants de Marrakech se joignent à lui, et lui permettent de s'emparer de toute la région. En réaction, Moulay Ismaïl, lance le 27 avril 1672, une campagne contre son neveu Ahmed, qui a rallié les tribus du Sud et s'est proclamé sultan à Marrakech. Ismaïl réussit à remporter la victoire grâce à son artillerie et à entrer dans la ville de Marrakech, puis à s'y faire reconnaître sultan le 4 juin 1672,. Ahmed, blessé par une balle, s'enfuit dans les montagnes. Ismaïl pardonne aux habitants de Marrakech, puis réorganise les défenses de la ville. Il atteint ensuite Fès pour ramener le cercueil de son frère Rachid, et l'enterrer dans le mausolée du cheikh Ali ben Herzouhm, avant de retourner à Meknès le 25 juillet 1672.
Moulay Ismaïl prépare l'organisation de l'empire et distribue des biens aux soldats de son armée en vue d'une expédition dans la région du Sahara. Le projet est abandonné à la suite d'une révolte qui éclate dans la ville de Fès au cours de laquelle le caïd Zidan ben Abid Elamri, qui devait prendre la tête de l'expédition, est tué et les forces du sultan expulsées, dans la nuit du jeudi au vendredi 26 août 1672. Moulay Ismaïl vient camper immédiatement sous les murs de la ville. Après plusieurs jours de combat, les gens de Fès désespérés, font appel à Moulay Ahmed ben Mehrez, qui répond favorablement à leurs demandes, et campe à Debdou, puis Taza, d'où il est proclamé sultan. Entre-temps, Khadir Ghaïlan envoie un courrier à Fès et prévient ses habitants de son arrivée par mer depuis Alger à Tétouan, d'où il est accueilli favorablement par la famille Ennaqsîs, qui gouverne la ville. Tous ces faits provoquent de véritables troubles dans le pays. Moulay Ismaïl au courant, marche sur Taza qui se soumet après un siège qui dure plusieurs mois, ce qui oblige Ahmed ben Mehrez à prendre la fuite vers le Sahara. Alors que le siège de Fès dure toujours, Ismaïl se tourne vers le nord-ouest et précisément contre Khadir Ghaïlan qui, avec l'aide des Turcs d'Alger, soulève la grande région du Habt, qui comprend les plaines du Gharb et du Khlot, ainsi qu'une partie du Pays Jbala. Avec une force de douze mille hommes, Ismaïl mate la rébellion et soumet les provinces du nord en tuant Ghaïlan le 2 septembre 1673, près de Ksar El Kébir. Il se dirige ensuite vers Fès, plus particulièrement vers Fès el Jadid, cerne la ville qui finit par lui ouvrir ses portes le 28 octobre 1673, à la suite d'un long siège de quatorze mois et huit jours. Il accorde alors le pardon aux habitants de Fès. Il réorganise la ville et nomme les gouverneurs de Fès el Bali et Fès el Jadid.

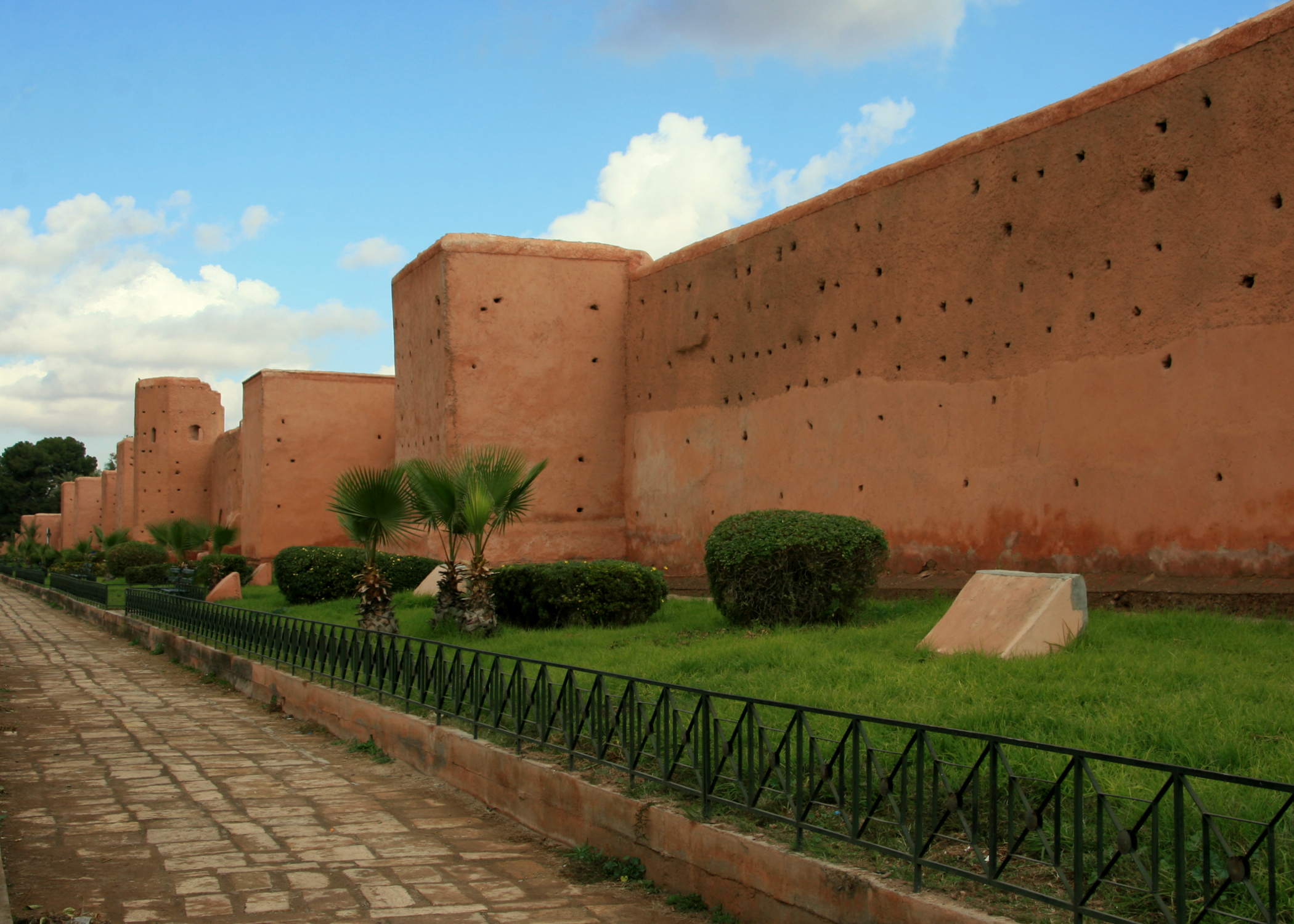
Marrakech, une des capitales impériales du Maroc, qui s'est révoltée à trois reprises face à Moulay Ismaïl, en faveur de Moulay Ahmed ben Mehrez. La ville en subit les frais et est victime de cruautés.

De retour à Meknès, Moulay Ismaïl continue la construction de la capitale, et l’embellit notamment de nombreux palais. Il est de nouveau interrompu par son neveu Moulay Ahmed ben Mehrez, qui s'est emparé de Marrakech depuis mai 1673. Lorsque Ismaïl l'apprend en 1674, il se lance tout d'abord dans une campagne face aux tribus arabes du pays Angad, qui pratiquent le brigandage. Il inflige une sévère défaite à la tribu Sgoûna, puis met en place les préparatifs d'une opération d'envergure contre son neveu. Une fois prêt, Ismaïl marche à la tête de son armée sur le pays Tadla, et rencontre celle de Ahmed à Bou Agba, au bord de l'Oued el-Abid. Ismaïl remporte la victoire sur l'armée de son neveu, et tue son chef, Hida Ettouïri. Ahmed est poursuivi par son oncle jusqu'à Marrakech, où il se retranche. Ismaïl assiège la ville, puis s'en empare de vive force toujours en 1674, obligeant Ahmed à s'enfuir dans la province du Drâa. Le sultan dirige ensuite une série d'opérations contre les tribus chaouïas, haha et chebanat. Toujours durant la même année, les Sanhadja du Moyen Atlas et du Haut Atlas, se révoltent et massacrent les envoyés du sultan, après avoir refusé de payer l'impôt. Moulay Ismaïl lance une première expédition et tente de les déloger de leurs montagnes, où ils sont retranchés. Les 8 000 fantassins et 5 000 cavaliers berbères repoussent les troupes du sultan. Une deuxième expédition permet et cette fois-ci d'infliger une lourde défaite aux rebelles, puis de s'emparer d'un butin important.
En 1675, avec l'aide d'habitants de Taroudant, Ahmed rentre secrètement à Marrakech, puis réoccupe la ville après avoir chassé l'armée royale. Ismaïl débute alors le siège de Marrakech en 1675. Le conflit est meurtrier et cause de très lourdes pertes des deux côtés notamment en juin 1676. Ahmed réussit finalement à s'enfuir de la ville le 26 juin 1677, en direction de Souss. Cette fois-ci, Ismaïl châtie violemment et avec cruauté ceux qui ont soutenu Ahmed,.
Toujours à Marrakech, Ismaïl apprend qu'Ahmed ben Abdellah ad-Dila'i, petit-fils de Muhammad al-Hajj ad-Dila'i, qui compte une grande armée de tribus sanhadja montagnardes, pille les tribus arabes du Tadla jusqu'au Saïss et les chasse de leurs terres, les obligeant à se réfugier dans les villes de Fès, Meknès et Salé. Ahmed fait par ailleurs renaître la défunte zaouïa de Dila, et est soutenu par les Turcs d'Alger, chez qui il était réfugié et avec qui il a commencé la révolte depuis la Haute Moulouya. Le sultan, occupé à surveiller Ahmed ben Mehrez qui se trouve dans le Souss, envoie alors 3 000 cavaliers. Ils sont défaits par l'armée berbère d'Ahmed ben Abdellah et le caïd Ikhlef de la troupe est tué. Ismaïl envoie deux autres corps de 4 000 hommes chacun, également battus un par un. Le premier corps est battu près de Meknès tandis que le second est repoussé près de la Kasbah de Tadla, qui est elle-même prise et détruite par les Sanhadja. Entre-temps, il apprend également que trois de ses frères, Moulay Harran, Moulay Hammada et le père d'Ahmed, Moulay Mourad Mahrez, se révoltent et s'affrontent dans le Tafilalet. Le sultan décide tout d'abord de mettre fin aux troubles au Tadla. Il intervient lui-même et met en déroute les Berbères sanhadja lors d'une bataille qui coûte près de 3 000 morts aux Berbères, et plusieurs centaines à l'armée impériale. Le Tadla est repris, puis le Moyen Atlas stabilisé, grâce à son artillerie et à « une manœuvre enveloppante du guich des Oudaïas ». Près de 700 têtes de rebelles sont clouées aux murs de Fès par le caïd Abdellah Errousi. Moulay Ismaïl rentre à Meknès vers la fin de l'année 1677 et met fin à la révolte de ses frères, puis capture Moulay Harran mais préfère l'épargner.

### Stabilisation de l'Empire et apogée
Moulay Ismaïl tente, entre 1678 et 1679, une expédition au-delà du djebel Amour dans la région du Cherg, accompagné d'un grand contingent de tribaux arabes parmi lesquels les Beni Amer. L'artillerie turque fait fuir la totalité des tribaux arabes que compte l'expédition et pousse le sultan à reconnaître la limite sur la Tafna comme frontière séparant l'Empire ottoman du Maroc,. Le sultan restaure et organise Oujda à son retour. Il réorganise le Sud de l'Empire après un voyage mené en 1678, du sud du Souss et des oasis du Touat jusqu'aux provinces de Chenguit aux confins du Soudan, l'actuelle Mauritanie. Dans son périple, Ismaïl nomme caïds et pachas puis fait construire des forts et ribats, ce qui démontre le contrôle du makhzen sur ces contrées. Par ailleurs, durant cette expédition, le Sultan reçoit les députations de toutes les tribus ma'qil des provinces sahariennes du pays, qui s'étendent jusqu'au fleuve Sénégal. Le contrôle marocain sur le Pachalik de Tombouctou redevient effectif en 1670 et le reste tout au long du règne de Moulay Ismaïl.

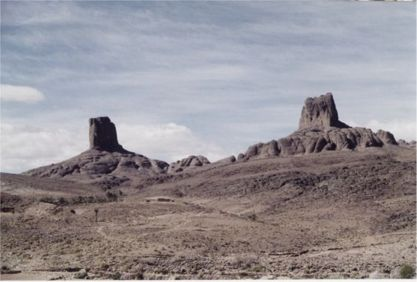
Le djebel Saghro, sommet de la partie orientale de l'Anti-Atlas, dans le pays des Aït Atta.

Vers la fin du ramadan 1678-1679, les trois frères d'Ismaïl ben Chérif, Moulay Harran, Moulay Hachem et Moulay Ahmed, et trois de leurs cousins, se révoltent contre son autorité avec l'aide de la grande confédération Sanhadja des Aït Atta, et de tribus de la vallée du Toudra et de la vallée du Dadès. Moulay Ismaïl lance alors une grande expédition et s'empare successivement du Ferkla, Gueris, Toudra et du Dadès. Les tribus rebelles abandonnent leurs oasis et se réfugient dans le djebel Saghro, dans l'Anti-Atlas oriental. À l'aide d'une importante armée, Ismaïl s'engage dans une rude bataille au djebel Saghro, le 3 février 1679,. Les combats meurtriers font beaucoup de morts, dont notamment Moussa ben Ahmed ben Youssef, commandant de l'armée chérifienne, et 400 soldats de Fès. C'est un demi-échec. La bataille, indécise, se termine par un accord qui prévoit un libre passage sur le territoire des tribus rebelles sahariennes des gens du Tafilalet qui se rendent à Marrakech, et d'une aide éventuelle de ces mêmes tribus contre les chrétiens. La peste fait ensuite son apparition vers la fin de la décennie et tue plusieurs milliers de personnes, principalement dans les régions du Gharb et du Rif. Au retour, en plein Atlas, au col de Telwet ou col d'Elglâoui dans le djebel Ben Deren, une tourmente de neige fait perdre au sultan près de trois mille tentes, une partie de son armée et de sa richesse. Furieux, il élimine son vizir pour se venger ainsi que tous ceux qui travaillent avec lui, bien qu'ils n'aient rien à voir avec cette catastrophe,.

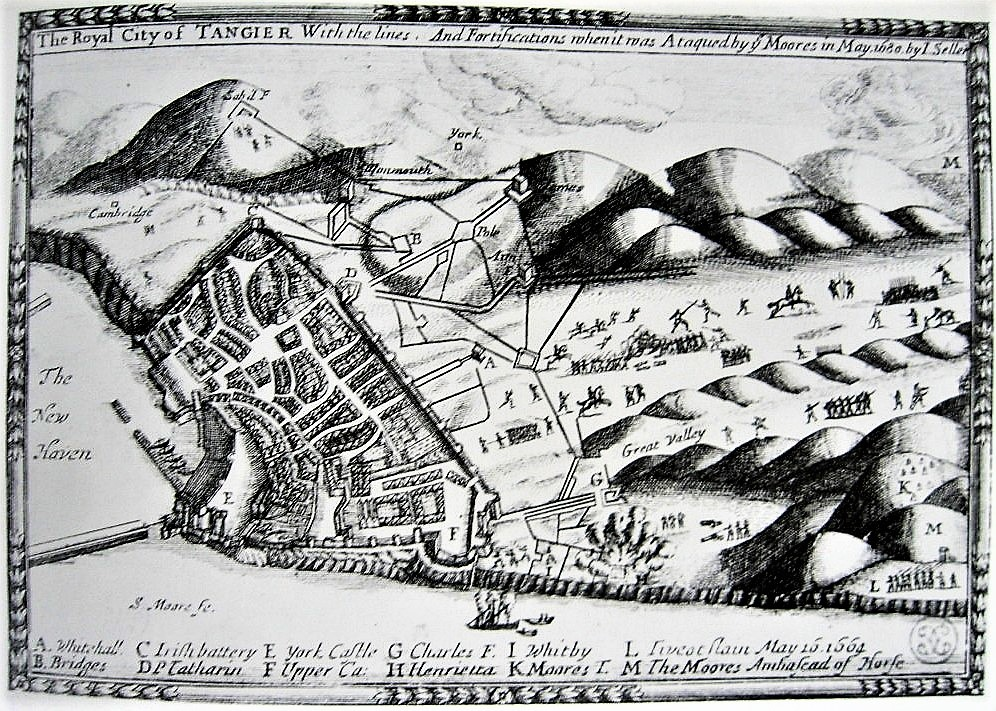
Gravure de 1680 représentant la place forte tangéroise sous possession anglaise.

Après avoir achevé l'unification du Maroc, Moulay Ismaïl décide de mettre un terme à la présence chrétienne dans le pays. Pour cela, le Sultan va s'appuyer en grande partie sur un nouveau corps d'armée, la Jaysh Rifi (« l'armée rifaine » en arabe), composé de combattants issus des tribus berbères du Rif et fondé en 1678. Cette armée rifaine est commandée par Amar ben Haddou El-Bottoui. Le Sultan lance tout d'abord une campagne pour reprendre aux Anglais la ville de Tanger, qui n'est plus sous contrôle marocain depuis 1471. Tout d'abord portugaise, la ville était passée aux mains des Anglais après le mariage de Catherine de Bragance avec Charles II. Très fortifiée, la garnison de la ville est importante et atteint 4 000 hommes. Moulay Ismaïl charge la Jaysh Rifi, sous la conduite de Ali ben Abdallah Er-Riffi, d'assiéger Tanger à partir de 1680. Durant le siège, Moulay Ismaïl envoie une autre partie de la Jaysh Rifi, commandée par Amar ben Haddou El-Bottoui, conquérir la ville d'El-Mamoura en 1681. Cette ville est occupée par les Espagnols depuis 1614, période où le Maroc avait sombré dans le chaos. Ismaïl assiège la ville, la prive d'eau, puis l'occupe et capture tous les Espagnols présents dans la ville, soit précisément 309 hommes. Amar ben Haddou, chef du contingent, est tué durant le siège de la ville, et est remplacé par son frère Ahmed ben Haddou. À Tanger, les Anglais résistent, mais face au coût très élevé du maintien d'une garnison, ils décident d'abandonner la ville à l'armée marocaine le 5 février 1684,.
Durant ces opérations menées par ses généraux, Moulay Ismaïl est occupé à stabiliser le pays. Après une expédition menée dans la région du Cherg contre les Beni Amer, il reçoit la nouvelle qu'une entente entre Ahmed ben Mehrez et les Turcs de la régence d'Alger est signée. Il apprend également que l'armée turque a approché la Tafna, et a même atteint le territoire des Béni-Snassen. Ismaïl met immédiatement en place une importante vigilance dans le sud du pays contre Ahmed et prépare une expédition contre les Ottomans, qui n'a finalement pas lieu, à la suite du retrait des armées turques. Il se lance ensuite dans une expédition contre son neveu au Souss, en 1683, et y déclenche une bataille entre son armée et celle d'Ahmed, en avril. Après 25 jours de combats, Ahmed s'enfuit à Taroudant et s'y fortifie. Un nouveau combat est livré faisant plus de 2 000 morts, Ahmed et Ismaïl eux-mêmes sont blessés, vers le 11 juin 1683. Les affrontements durent jusqu'au mois de ramadan, toujours en 1683. Moulay Ismaïl mène ensuite deux expéditions couronnées de succès, qui permettent de pacifier plusieurs régions berbères,.

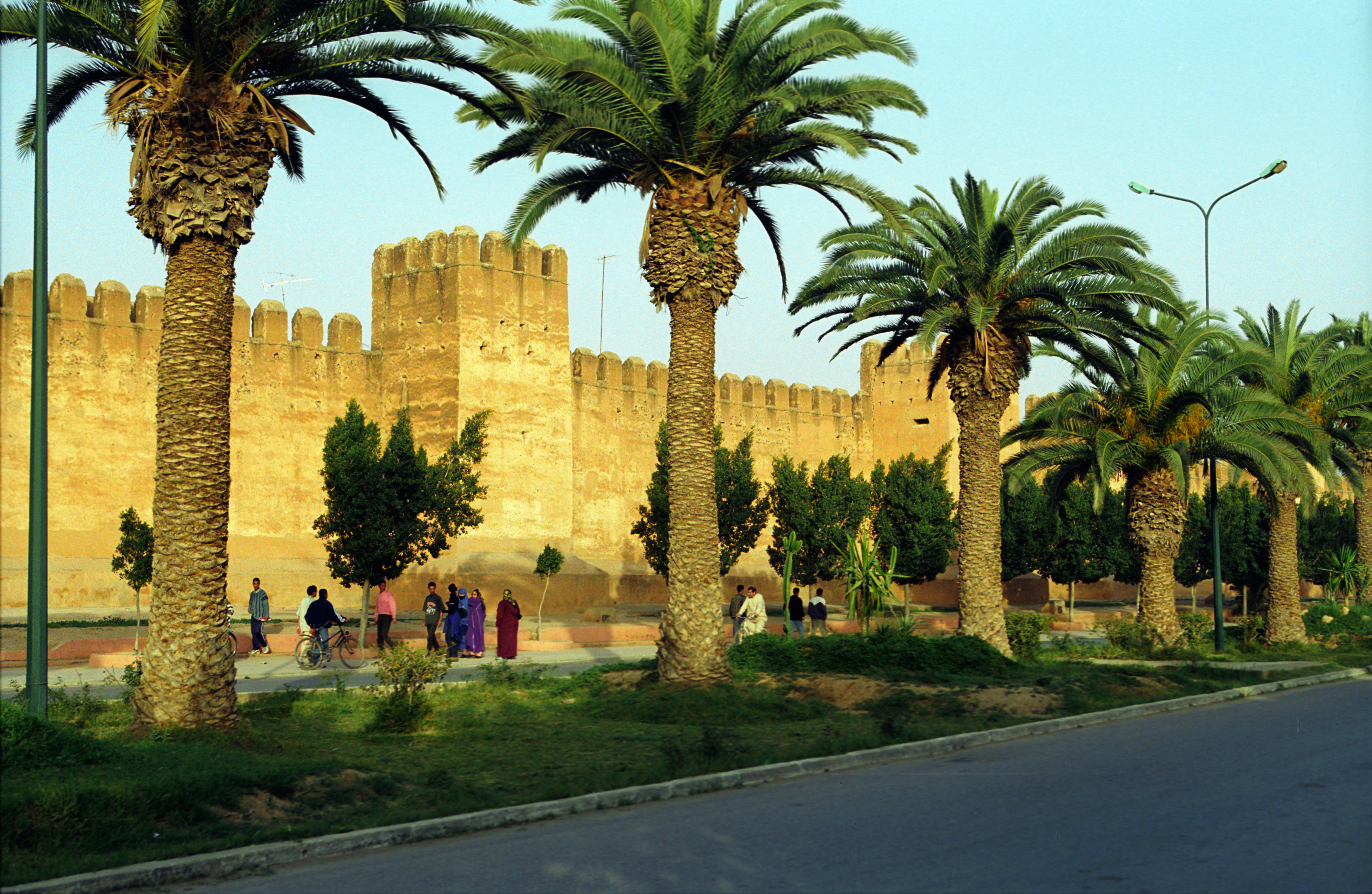
Taroudant, ville ayant soutenu l'insurrection de Ahmed Ben Mehrez et Moulay Harran.

Alors que Moulay Ismaïl est occupé à combattre les tribus insoumises de l'Atlas, Ahmed Ben Mehrez profite de la situation et s'allie avec Moulay Harran pour déstabiliser l'Empire chérifien d'Ismaïl. Lorsque celui-ci apprend, en 1684-1685, que les deux rebelles se trouvent à Taroudant et contrôlent toute la région, Moulay Ismaïl se met immédiatement en route vers la ville pour l'assiéger à l'improviste. Ahmed, sorti accompagné d'esclaves visiter un sanctuaire, se retrouve face à des membres de la tribu Zirâra, soldats d'Ismaïl. Ne le reconnaissant pas, les Zirâra l'attaquent et déclenchent une courte bataille qui se finit par la mort d'Ahmed. Les soldats du sultan ne s'en rendent compte qu'après sa mort, vers le milieu d'octobre 1685. Ismaïl ordonne de célébrer ses funérailles et de l'enterrer. Moulay Harran continue la résistance, jusqu'en avril 1687, date à laquelle il s'enfuit au Sahara. La population de Taroudant massacrée, la ville est repeuplée par des Rifains de Fès. Beaucoup de chefs militaires de l'armée d'Ismaïl ont perdu la vie durant les combats. À partir de cette date, plus personne ne conteste le pouvoir du souverain. La guerre qui oppose Ahmed et Ismaïl prend fin après treize années de conflits.
Moulay Ismaïl envoie ensuite la Jaysh Rifi dont le nombre est évalué entre 30 000  et   50 000 soldats, sous les ordres des généraux Ali ben Abdallah Er-Riffi et Ahmed ben Haddou El-Bottoui, s'emparer de la ville de Larache, sous contrôle espagnol depuis 1610. Le sultan, qui déclare ses intentions dès 1688, oblige les Espagnols à fortifier lourdement la ville : 200 canons, entre 1 500  et   2 000 hommes. Les opérations militaires débutent à partir du 15 juillet 1689 et le siège de la ville à partir d'août 1689. L'armée chérifienne s’empare finalement de la ville le 11 novembre 1689 après cinq mois d'affrontements, au prix de lourdes pertes estimées à plus de 10 000 morts. Les Marocains capturent 1 600 soldats espagnols, dont 100 officiers, et 44 canons. L'armée espagnole perd 400 soldats dans les combats. Les négociations se terminent par l'échange d'un officier pour dix Maures, soit cent officiers pour mille Maures tandis que le reste de la garnison à l'agonie, reste et travaille en esclavage à Meknès, à l'exception de ceux qui se convertissent à l'Islam. À peine Larache conquise, Ismaïl envoie Ahmed Ben Haddou assiéger la ville d'Assilah. Épuisés, les Espagnols prennent la fuite par mer, laissant l'armée marocaine entrer dans la ville en 1691.

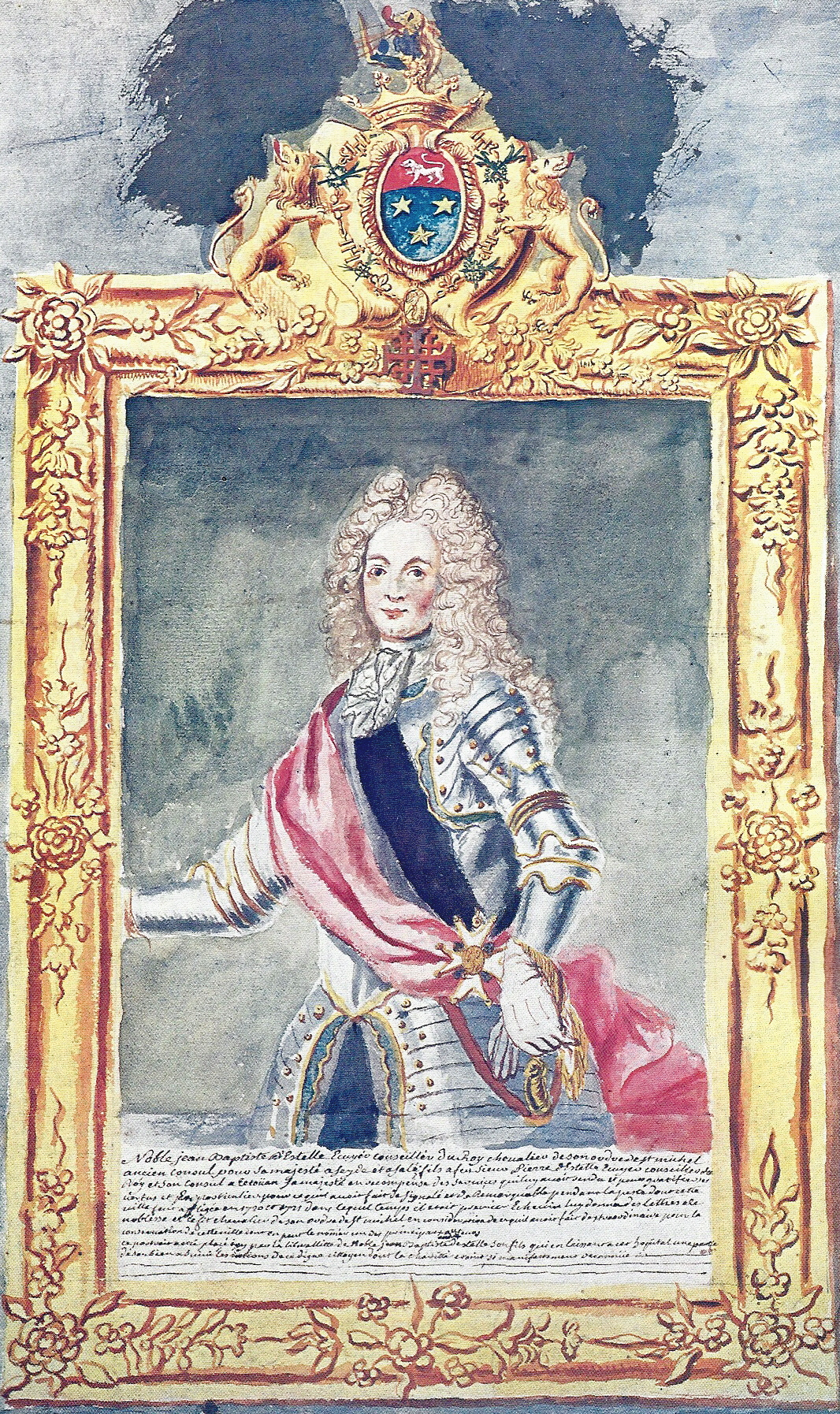
Portrait de Jean-Baptiste Estelle, consul de France à Salé qui négocie le rachat de captifs français capturés par des corsaires, à Moulay Ismaïl.

En 1692-1693, Moulay Ismaïl organise la plus grosse expédition lancée face aux dernières tribus insoumises. Il s'agit des tribus Brâbér Sanhadja, berbères du Fêzzâz, ancienne région située dans la partie ouest du Moyen Atlas. Ces tribus forment la dernière poche du « bled siba », terme qui désigne l'espace non soumis à l'autorité centrale du pays. L'armée chérifienne très nombreuse, est équipée de mortiers, de balistes, de canons, d'obus, et d'autres machines de siège, traînés par des esclaves chrétiens jusqu'en Haute Moulouya, à Ksar Beni M'Tir. Entre-temps, toutes les forces marocaines sont réunies à Adekhsan. Moulay Ismaïl répartit son armée en trois corps. Le premier corps commandé par le pacha Msahel, compte 25 000 fantassins et a pour mission de marcher du Tadla jusqu'à l'Oued El Abid, en contournant les Aït Isri. Le second corps a pour chef le caïd Ali Ou Barka, et réunit les Aït Imour et Aït Idrassen qui doivent occuper Tinteghalin, près du front. Le troisième et dernier corps commandé par Ali ben Ichchou El-Qebli, caïd des Zemmours et Beni Hakim, se concentre sur la Haute Moulouya. Les tribus non soumises regroupant les Aït Oumalou, les Aït Yafelman et les Aït Isri, sont encerclées par Moulay Ismaïl qui utilise toute son artillerie pour effrayer les Berbères dissidents. Une bataille terrible est ensuite déclenchée, les Berbères pris en tenaille se dispersent en déroute dans les ravins et vallées. Après une « chasse » de trois jours, 12 000 têtes de Berbères sont ramenés au sultan, et 10 000 chevaux ainsi que 30 000 fusils sont pris en butin. Moulay Ismaïl pacifie donc tout le Maroc et soumet toutes les tribus du pays. Il est ainsi le premier sultan alaouite à l'avoir fait. Il organise rapidement la défense des régions pacifiées par la construction de plusieurs dizaines de forteresses dans tout le pays, permettant ainsi au pouvoir central de rayonner sur les régions éloignées, celle du Fêzzâz par exemple. Par cette victoire, la conquête du Maroc était terminée. En 1693, selon Ahmad ibn Khalid al-Nasiri, « le Sultan n'avait laissé à aucune tribu du Maghreb (Maroc), ni chevaux, ni armes. Seuls en possédaient les Abids, les Oudaïas, les Aït Imour (tribu guich), et les Rifains qui faisaient la guerre sainte à Ceuta ».
Les Guerrouanes connaissent le même sort. Certains hommes de cette tribu, qui brigandent dans le Haut Ziz sur la route de Sijilmassa, poussent Moulay Ismaïl à réagir. Il charge alors le caïd Idrassen Ali ben Ichchou El-Qebli de procéder à un massacre. Dans Al-Istiqsa d'Ahmad ibn Khalid al-Nasiri, il est rapporté que Moulay Ismaïl a fourni 10 000 cavaliers à Ali ben Ichchou, le caïd des tribus Zemmour et Bni Hakem, et lui a dit : « Je ne veux plus te revoir tant que tu ne seras pas tombé sur les Guerrouanes, et que tu ne m’auras pas rapporté autant de têtes qu’il y en a ici ». Celui-ci part donc tuer le maximum de Guerrouanes et pille tous leurs campements. Il propose 10 mithqals à ceux qui lui apportent des têtes supplémentaires. Il réunit ainsi 12 000 têtes. Le sultan, ravi de ces résultats, étend son commandement aux territoires des Aït Oumalou et aux Aït Yafelmâl, qui venaient d'être pacifiés.

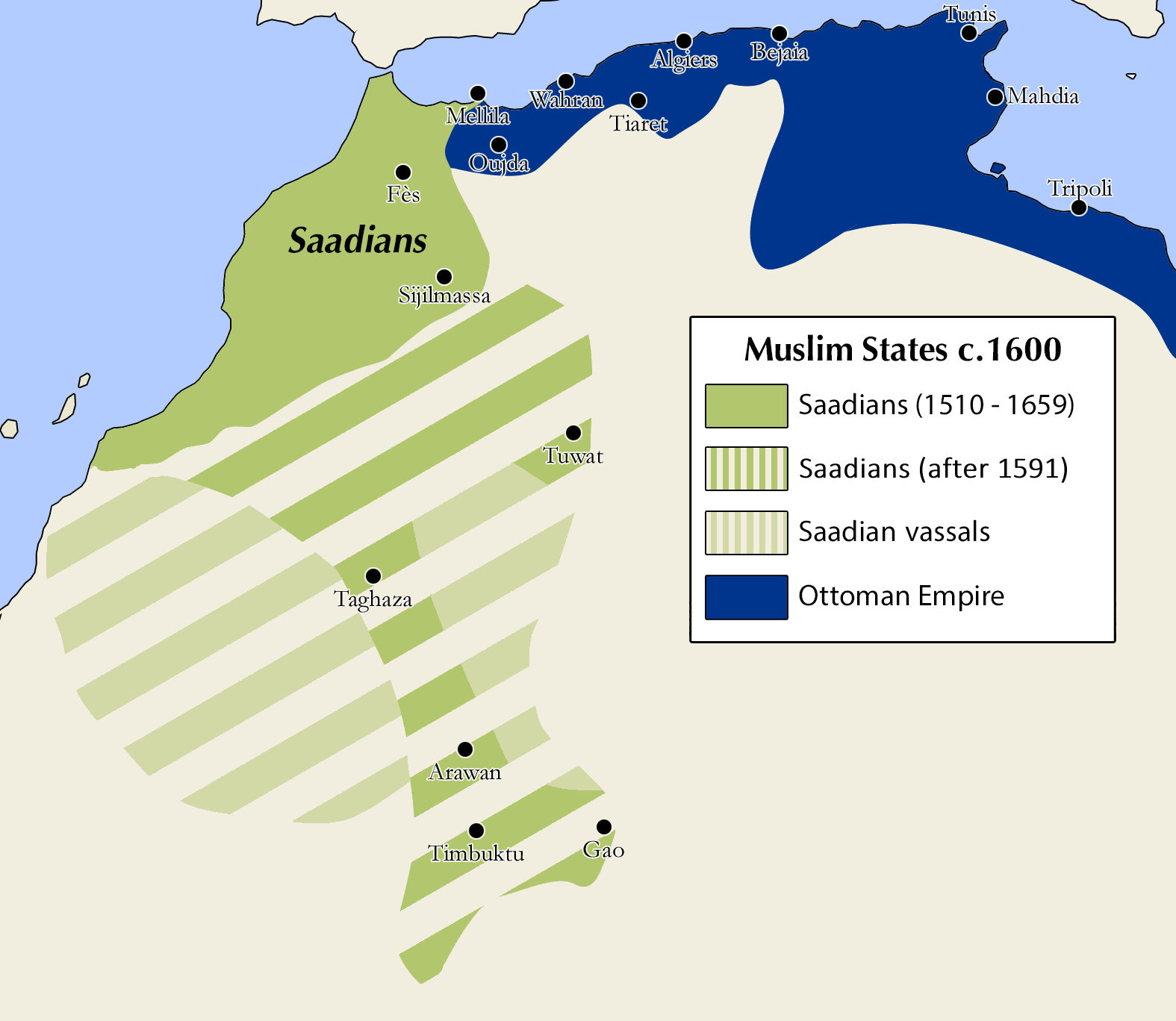
Étendue de l'empire saadien sous le règne d'Ahmad al-Mansur.

Jean-Baptiste Estelle, consul de France à Salé écrit en 1698 à son ministre, le marquis de Torcy, « que la vaste étendue de l'Empire chérifien est d'un seul tenant, de la Méditerranée au fleuve du Sénégal. Y vivent, du Nord au Sud, les mêmes populations Maures qui paient la Gharama au sultan ». À son apogée, l'armée chérifienne est composée de 100 000 à 150 000 soldats noirs de la garde des Abid al-Bukhari, en plus d'autres milices arabes en l’occurrence le guich des Oudaïas, de renégats européens et de combattants de tribus soumises qui reçoivent en contrepartie des terres et des esclaves.

### Fin de règne et mort
La fin du règne de Moulay Ismaïl est marquée par des échecs militaires et des problèmes familiaux concernant les luttes de succession. Ainsi en mai 1692, Moulay Ismaïl envoie son fils Moulay Zeïdan, avec une grande armée, s'attaquer au territoire de la Régence d'Alger. Il est repoussé par les Ottomans qui contre-attaquent et s'avancent jusqu'au Moulouya. Cette défaite pousse Ismaïl à envoyer une ambassade à Alger pour conclure la paix. En 1693, Moulay Ismaïl razzie l'Oranie, et tente de piller les Beni Amer. La ville d'Oran résiste à deux tentatives d'attaques repoussées les unes après les autres, poussant le sultan à battre en retraite. Ce sont, cette fois-ci, les Turcs qui envoient une ambassade pour faire la paix, à l'initiative du sultan de Constantinople, Ahmet II.
Ismaïl tente d’assiéger la ville de Ceuta avec une armée de 40 000 soldats mais, devant l'importance de la résistance espagnole, le siège s'éternise,. Une partie de l'armée d'Ismaïl assiège également Melilla entre 1694 et 1696, mais butte en vain devant les fortifications de la ville. Au printemps 1701, Moulay Ismaïl lance une expédition militaire contre la régence d'Alger. Les forces marocaines s'avancent jusqu'à la vallée du Chélif, avant d'être interceptées par l'armée ottomane sur la Chediouïa. Avec une troupe estimée entre 10 000  et   12 000 hommes, l'armée turque réussit à repousser les 60 000 soldats de l'armée marocaine. L'armée marocaine subit une lourde défaite liée à sa désorganisation, et Moulay Ismaïl, blessé, réussit à s'échapper de justesse. 3 000 têtes de soldats marocains et 50 têtes de chefs marocains sont ramenées à Alger. En 1702, Moulay Ismaïl charge son fils Moulay Zeïdan, grâce à une armée de 12 000 hommes, de s'emparer du Peñón de Vélez de la Gomera. Les Marocains rasent la forteresse espagnole sur terre mais ne parviennent pas à s'emparer de l'île. Entre-temps, l'amiral anglais George Rooke participe au siège de Ceuta en bloquant son port en 1704.
Entre 1699 et 1700, Moulay Ismaïl partage les provinces du Maroc entre ses fils. Moulay Ahmed devient responsable de la province de Tadla, et dispose d'un corps de 3 000 abids. Moulay Abdelmalek est désigné comme dirigeant de la province du Draâ, et dispose d'une kasbah et d'un corps de 1 000 cavaliers. Moulay Mohammed al-Alam reçoit la charge du Souss, et de 3 000 cavaliers. Moulay El-Mâmoun commande Sijilmassa, et reçoit 500 cavaliers. Il meurt et est remplacé deux ans plus tard par Moulay Youssef. Moulay Zeïdan reçoit le commandement du Cherg, qu'il perd à la suite d'une incursion face aux Ottomans, avec lesquels Ismaïl a signé une paix. Il est ainsi remplacé par Moulay Hafid. Ce partage provoque cependant des jalousies et des rivalités entre les fils qui dégénèrent parfois en affrontements. C'est ainsi que Moulay Abdelmalek est battu par son frère Moulay Nasser qui s’empare de tout le Draâ. Moulay Chérif, désigné par son père gouverneur du Draâ à la place d'Abdelmalek, reprend la région à son frère Nasser. Pendant ce temps, devant les intrigues, les calomnies et la haine de sa belle-mère Lalla Aïcha Moubarka, qui veut introniser son fils Moulay Zeïdan, l'ainé Moulay Mohammed al-Alam se révolte dans le Souss, puis s'empare de Marrakech le 9 mars 1703. À l'approche de son frère Moulay Zeïdan à la tête d'une armée, Moulay Mohammed al-Alam prend la fuite et se cache à Taroudant. Son frère assiège la place, puis le capture le 25 juin 1704, et l'emmène à Oued Beht, le 7 juillet. Son père le punit cruellement en l'amputant d'une main et d'un bras, puis exécute le boucher qui a refusé de répandre le sang du chérif et celui qui l'a mutilé. Il meurt des suites de son amputation quelques jours plus tard, et Moulay Ismail interdit la prière pour le mort. Cette interdiction est contestée par le cadi de Fès Al-Arabi Bourdellah, qui désobéit et accomplit tout de même la prière. Il élimine ensuite, avec une violence inouïe, un caïd de Marrakech coupable d'avoir livré la ville à Moulay Mohammed al-Alam. Celui-ci décède quelques jours plus tard malgré les précautions de son père pour le garder en vie, à Meknès, le 18 juillet. Puis, en apprenant les horreurs que commet Moulay Zeïdan à Taroudant, notamment le massacre des habitants de cette ville, Ismaïl organise la mort de son fils en obtenant que ses femmes l'étouffent en 1707 alors qu'il est en état d’ébriété. C'est ensuite son fils Moulay Nasser qui se révolte dans le Souss, mais qui est finalement tué par les Oulad Delim, fidèles à Moulay Ismaïl.
Ainsi, pour éviter de nouveaux troubles, Moulay Ismaïl retire à tous ses fils les gouvernements qu'il leur a confiés, sauf pour Moulay Ahmed, qui garde son poste de gouverneur du Tadla, et Moulay Abdelmalek qui devient gouverneur du Souss. Plus tard, mécontent de Moulay Abdelmalek, gouverneur de la province de Souss, du fait que celui-ci se comporte comme un souverain absolu et indépendant, et qu'il refuse en 1718 de payer les tributs, Ismaïl décide de changer l'ordre de succession d'autant plus que la mère d'Abdelmalek n'a plus d'importance pour lui. Abdelmalek présente plus tard ses excuses après une réconciliation, mais Ismaïl conserve une haine envers son fils. C'est donc Moulay Ahmed que choisit Moulay Ismaïl.

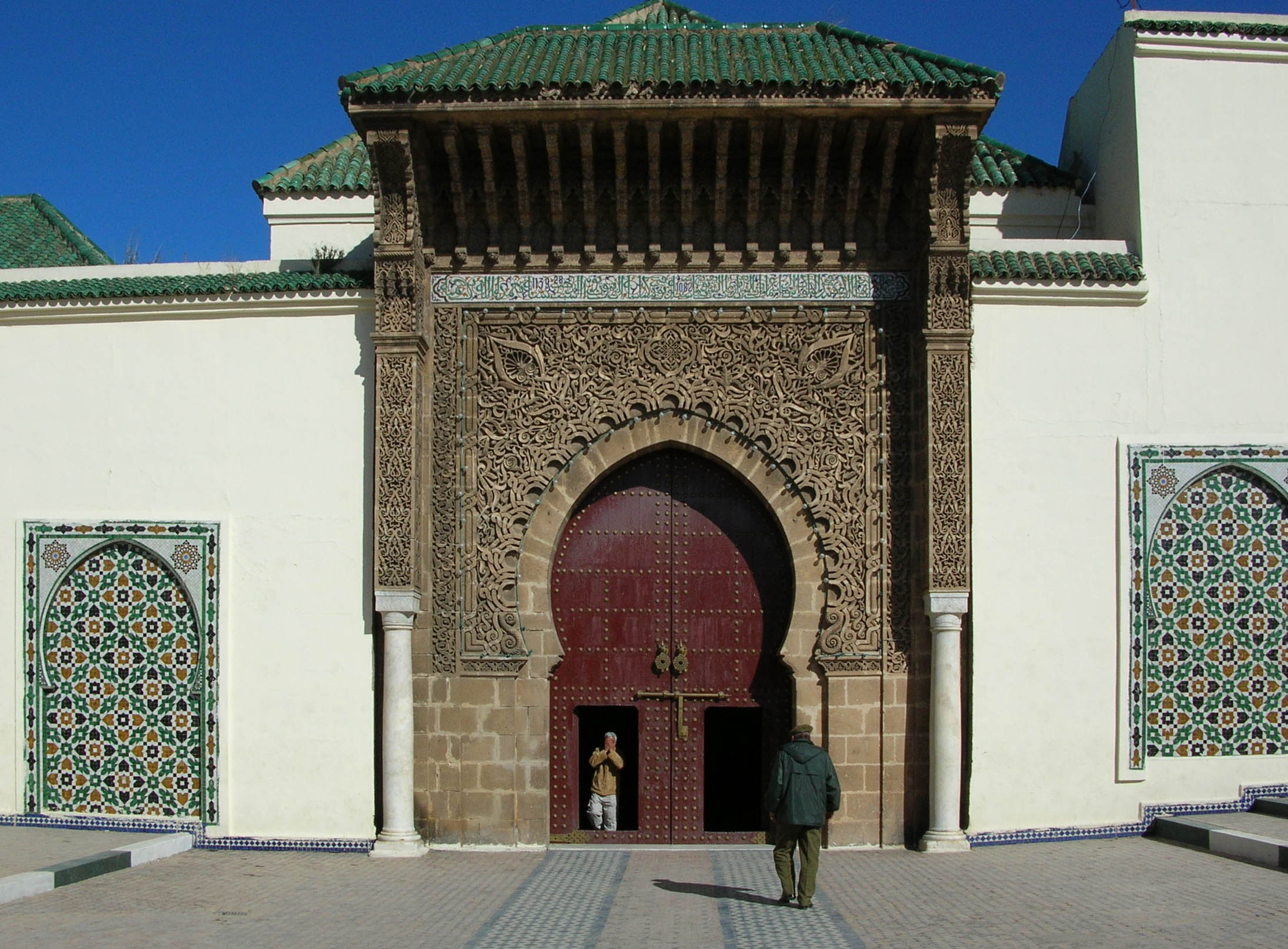
Mausolée de Moulay Ismaïl à Meknès au Maroc.

En 1720, Philippe V d'Espagne, qui veut se venger de Moulay Ismaïl pour avoir fourni de l'aide aux impériaux durant la guerre de succession d'Espagne, envoie une flotte dirigée par le marquis de Lede lever le siège de Ceuta et forcer l'armée marocaine à renoncer à une entreprise qui lui a coûté de lourdes pertes. La flotte espagnole parvient à lever le siège de Ceuta qui résistait depuis 1694 malgré le conflit en Espagne. Mais, dès que le marquis de Lede retourne en Espagne, Moulay Ismaïl décide de remettre le siège devant Ceuta en 1721. Le sultan, bien décidé à se venger des Espagnols, a préparé un armement considérable mais une tempête le détruit en 1722. Le siège de Ceuta se poursuit jusqu'à la mort du souverain alaouite en 1727,.
Moulay Ismaïl meurt finalement le 22 mars 1727 à l’âge de 81 ans, d'un abcès au bas-ventre accompagné du chagrin de ne plus pouvoir monter à cheval selon ses habitudes. Moulay Ahmed lui succède. Son règne a duré 57 ans. À sa mort, l'empire se déchire en raison d'une rébellion causée par les Abid al-Bukhari, où plus de sept prétendants au trône se succèdent entre 1727 et 1757, dont certains à plusieurs reprises comme Moulay Abdallah qui a été sultan trois fois.
Le Maroc, déchiré depuis près d'un siècle par une sombre période caractérisée par le morcellement du pays, ne retrouve la paix que sous Moulay Ismaïl, qui pacifie entièrement toutes les régions du pays. Son règne est considéré comme une période dorée dans l'histoire du pays qui connait à nouveau une époque de sécurité, de tranquillité et d'ordre. Comme le décrit l'historien Ahmad ibn Khalid al-Nasiri, dans son ouvrage dénommé Al-Istiqsa, qui retrace toute l'histoire du Maroc de cette période : « Les malfaiteurs et les perturbateurs ne savaient plus où s'abriter, où chercher un refuge : aucune terre ne voulait les porter, aucun ciel ne consentait à les couvrir. ». Moulay Ismaïl permet la réunification politique entière du pays, la formation de sa principale force militaire qu'est le Jich al-Bukhari, et la reprise de plusieurs villes côtières aux Européens. Il a considérablement étendu le territoire marocain, et mené une extraordinaire campagne de constructions monumentales.

## Portrait et réalisation du souverain

### Description physique, caractère et regards des contemporains
Les principaux traits de caractère de Moulay Ismaïl, sur lesquels insistent toutes les chroniques et toutes les légendes de l'époque, sont sa « tendance à l'ordre et à l'autorité, ainsi que sa volonté de fer ». Il met sa vigueur et sa force au service d'une volonté à toute épreuve : « Si Dieu m'a donné le royaume, personne ne peut me l'ôter », dit-il. Cette volonté va toujours apparaître dans ses actions et décisions. Selon Dominique Busnot la couleur de ses habits est liée instinctivement a son humeur « Le vert est la couleur chérie : le blanc est de bon augure pour ceux qui l'approchent : mais quand il est vêtu de jaune, tout le monde tremble et évite sa présence ; car c'est la couleur qu'il prend dans les jours de ses sanglantes exécutions. »
Cruel, cupide, avide, mais aussi sans parole et sans honneur lorsqu’il traite avec les Européens, Moulay Ismaïl leur laisse une mauvaise image de lui. C'est donc surtout sa cruauté et sa sauvagerie qui attirent leur attention. Selon un esclave chrétien, en 26 ans de règne, Moulay Ismaïl aurait tué de ses mains plus de 36 000 personnes, ce qui semble exagéré. Mais selon François Pidou de Saint-Olon, ce serait 20 000 personnes que Moulay Ismaïl aurait assassinées en 20 ans de règne. Il était décrit par plusieurs auteurs tels que Dominique Busnot, comme un « monstre sanguinaire ».
C'est aussi un très bon cavalier, d'une grande vigueur physique, d'une agilité et d'une adresse extraordinaires qu'il conserve dans sa vieillesse,. « L'un de ses divertissements ordinaires était de tirer son sabre en montant à cheval, et de couper la tête à l'esclave qui lui tenait l'étrier. ».
Sa description physique est presque définie de la même façon par les Européens. Il a « le visage long, mate de peau », selon Saint-Amans, ambassadeur de Louis XIV, qui ajoute qu'« il est l'homme le plus fort et le plus vigoureux de ses États ». Sa taille est moyenne et il tient de sa mère, une esclave noire.
Selon Germain Moüette, captif français ayant vécu au Maroc jusqu'en 1682, dans son ouvrage intitulé Relation de la captivité du Sr. Mouette dans les royaumes de Fez et de Maroc :

« C'est un homme vigoureux, bien bâti, assez haut mais de taille fort déliée […] Son visage qui est d'un châtain clair est un peu long, et les traits en sont assez bien faits, il porte une longue barbe qui est un peu fourchue ; son regard qui paraît assez doux, n'est pas un indice de son humanité, au contraire, il est fort cruel, et jusqu'à un tel excès […]. »

### Organisation militaire du pays

#### Armée chérifienne
La révolte apaisée, vers la fin de l'année 1677, Moulay Ismaïl fait asseoir son autorité sur la presque totalité du pays. Alors que, pendant les premières années de son règne, il a tué et affaibli ses principaux concurrents, il peut enfin retourner à Meknès pour y organiser son empire. C'est durant ces troubles qu'il a l'idée de créer le corps des Abid al-Bukhari,.
L'armée chérifienne n'était composée majoritairement que de soldats issus des provinces sahariennes, et pré-sahariennes de l'Empire, à savoir le Tafilalet, le Souss, le Sahara occidental, et la Mauritanie, d'où était originaire Nassira el-Salwi bint Mohammed el-Heyba, une des épouses officielles d'Ismaïl. Les Banu Maqil, qui habitent en grand nombre ces terres, représentaient donc les premiers et principaux contingents des Alaouites jusqu'au milieu du règne de Moulay Ismaïl, tout comme à l'époque des Saadiens. Plusieurs guich sont originaires de ces tribus arabes. Les Alaouites pouvaient également compter sur les tribus de la région d'Oujda, conquise à l'époque du sultan Mohammed ben Chérif. Les tribus guich étaient exemptées d'impôts, devaient être souvent récompensées, et se voyaient octroyer des terres en échange de leurs contingents,.
De plus, Moulay Ismaïl pouvait également compter sur l'expérience et le savoir des renégats européens dans l'artillerie, qui formait un corps militaire, et sur le guich arabo-zénète des Chéraga, tribu en grande parte originaire des Banu Maqil arabes, que Rachid ben Chérif avait remis sur pied et installé au nord de Fès. Les tribus arabes hilaliennes Khlot et Cherarda étaient également utilisées ; désignées comme tribu makhzen, elles fournissaient plusieurs contingents à l'armée chérifienne.
Ces tribus, trop souvent rebelles, forment les troupes de seconde ligne. En effet, le Sultan comprend qu'il ne peut se reposer uniquement sur elles, puisqu'elles peuvent à tout moment changer de camp ou déserter. Il décide donc de créer la première armée de métier solide, fidèle et entièrement dévouée à lui, contrairement aux tribus marocaines, les Abid al-Bukhari. Après le siège de Marrakech de 1672, il se met à acheter un grand nombre d'hommes noirs esclaves et à recruter de nombreux Noirs libres dans tout le Maroc, vraisemblablement au nombre de 14 000 initialement, qui lui sont totalement dévoués. Ces esclaves noirs enlevés dans tout le pays, qu'ils soient hommes ou femmes, forment un groupe qui se multiplie rapidement, au point d'atteindre 150 000 personnes vers la fin de son règne. Les Abids recevaient une éducation militaire de 10 ans jusqu'à 16 ans, date à laquelle ils étaient inscrits aux registres de l'armée ; ils étaient mariés à des femmes noires, qui avaient, comme eux, été instruites dans les palais du souverain.
Moulay Ismaïl crée ensuite le guich des Oudaïas. Celui-ci se divise en trois « Reha ». Il faut le distinguer de la tribu des Oudaïas en elle-même. Tout d'abord le Reha des Ahl Souss (gens du Souss) est composé de quatre tribus arabes ma'qil du Souss, à savoir les Oulad Jerrar, Oulad Mtâa, Zirara et les Chebânate. Ces tribus avaient constitué au XVIe siècle l’armée saadienne, contre les Arabes Jochem du Gharb, faisant partie des Banu Hilal que sont les Khlot, et Safiane, qui soutenaient les Mérinides de Fès. Ensuite, le Reha des M'ghafra de Mauritanie, d'où vient Lalla Khenata, est descendant des Banu Maqil. Enfin, le Reha proprement dits des Oudaïas, où on trouve les membres de la tribu des Oudaïas. Les Oudaïas sont une puissante tribu du désert originaire de l'Adrar, dotée d'une forte cavalerie chamelière. Nomades récemment remontés vers le Nord, ils se trouvent dans le Souss lorsque Moulay Ismaïl, qui après la prise de Marrakech à la suite du siège de la ville en 1674, rencontre un pauvre berger du nom de Bou-Chefra et apprend que son peuple a dû fuir les déserts pour cause de sécheresse, et qu'il est d'origine ma'qil tout comme lui, le Sultan compatit avec lui, et décide de créer une armée d'élite, en réunissant tout son peuple.
Le guich des Oudaïas devient une composante majeure de l'armée du sultan selon le principe des tribus makhzen : obligations militaires en échange de terres. Selon l'historien Simon Pierre, lors de la « conquête alaouite, les peuples du Maghreb ont été pillés et désarmés, et à l’exception d’une tribu berbère et des [R]ifains, seuls les Abids et les Oudayas disposent du monopole de la force. Trente ans plus tard, en 1727, à la mort de Moulay Ismail, ce sont les [c]aïds des Abids et des Oudayas, qui, de concert avec les [u]lémas de Meknès et les ministres, élisent sultan Moulay Ahmed Adh-Dhahabî ! ». Toutefois d'autres sources indiquent que Moulay Ismaïl avait désigné par lui-même son successeur avant sa mort. Quoi qu'il en soit, durant la période d'anarchie alaouite, les Oudaïas jouent un grand rôle et déposent plusieurs sultans en accord avec les Abid al-Bukhari.

#### Organisation défensive
Vers la fin de son règne, Ismaïl avait construit plus de 76 kasbah et postes militaires, établis sur toute l'étendue de son territoire. Chaque kasbah était défendue par un corps d'au moins 100 soldats de tribus guich ou d'Abid al-Bukhari. Les forces chérifiennes étaient présentes dans toutes les grandes villes, et les chefs-lieux de province. Par exemple, 3 000 Chéraga, 4 500 Chérarda et 2 000 Oudaïas étaient stationnés autour de Fès sous Moulay Ismaïl, et formaient un cordon défensif face aux tribus berbères insoumises des environs. Ces guich formaient avec les Abid al-Bukhari, l’ossature principale de l’armée chérifienne.
Les kasbah permettaient la défense des frontières orientales, où l'armée marocaine était très présente, mais elles permettaient aussi de garder les grandes voies de communication et de faciliter la pacification des tribus insoumises, grâce à des harcèlements continus contre ces mêmes tribus.

### Un monarque religieux
« Sultan fidèle et pieux observateur de sa religion », il tente de convertir le souverain Jacques II d'Angleterre à l'islam, par l'envoi de lettres dont la sincérité et les sentiments religieux ne sont pas contestables. Même Dominique Busnot habitué à le juger avec peu d'indulgence avoue « qu'il avait un grand attachement à sa Loi et en pratiquait publiquement toutes les cérémonies, ablutions, prières, jeûnes et fêtes avec une scrupuleuse exactitude ».
Il aime parler de théologie avec les religieux trinitaires qui se trouvent au Maroc sur des points de controverses. Ainsi, il demande à plusieurs reprises lorsqu'il revient de la mosquée le vendredi, d'amener dans sa cour des religieux chrétiens. Il dit ceci au cours d'un débat aux pères de la Mercy :

« J'en ai dit assez pour l'homme qui fait usage de sa raison ; si vous êtes des opiniâtres, tant pis pour vous. Nous sommes tous enfants d'Adam et par conséquent frères ; il n'y a que la religion qui met de la différence entre nous. C'est donc, en qualité de frère et en obéissant aux commandements de ma loi que je vous avertis charitablement que la vraie religion est celle de Mahomet, que c'est la seule où l'on puisse faire son salut. Je vous donne cet avis pour la décharge de ma conscience et pour être en droit de vous accuser au grand jour du jugement. »

### Un roi bâtisseur

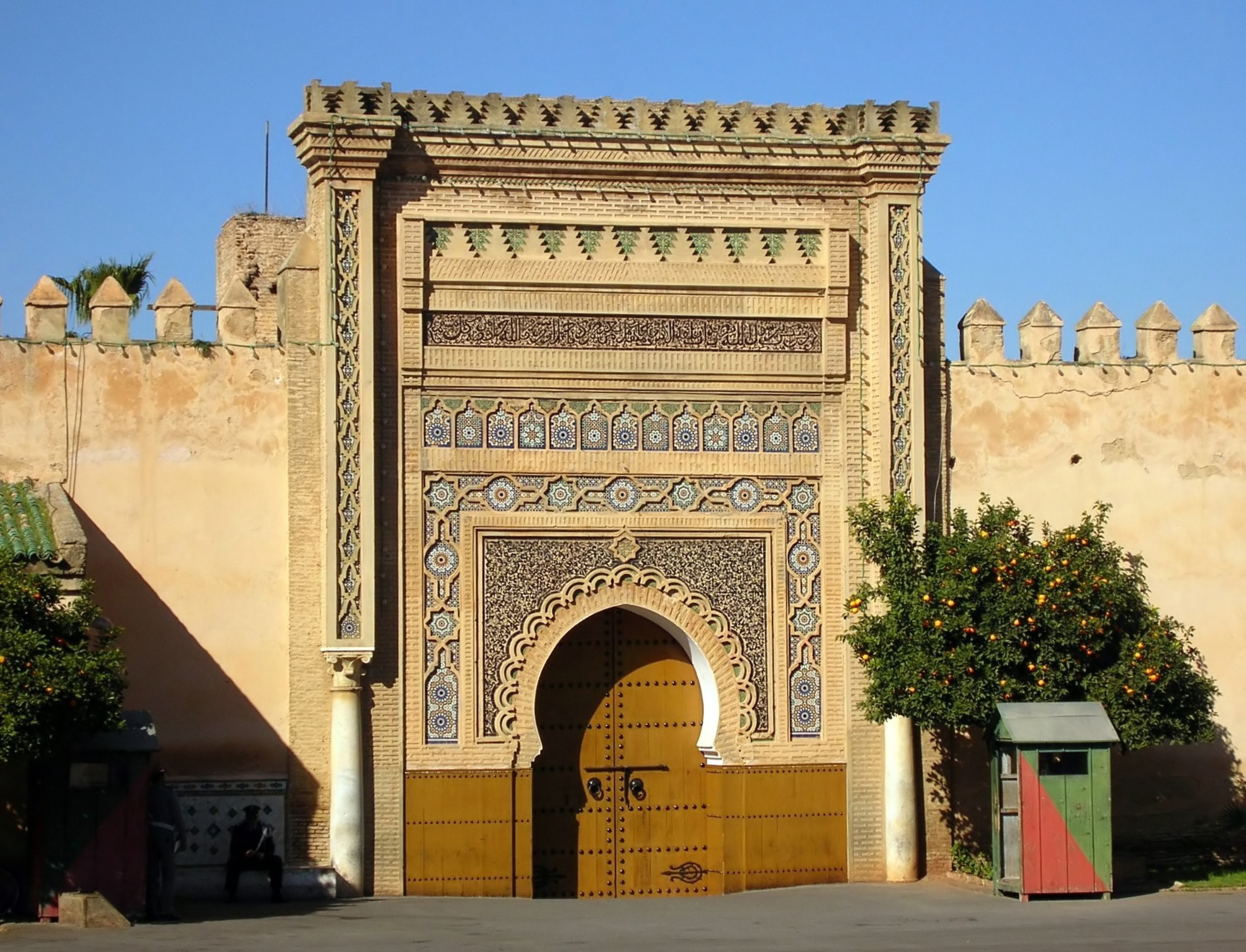
Dâr-al-Makhzen, palais royal de Meknès construit sous le règne de Moulay Ismaïl.

Moulay Ismaïl est un roi bâtisseur, ses constructions sont autant politiques, économiques, culturelles, religieuses que militaires. Il choisit Meknès comme capitale de son empire en 1672. En raison de la frénésie de constructions qu'il déploie dans cette ville, il est souvent comparé à son contemporain Louis XIV. Il vide ainsi le palais saadien d'El Badi de Marrakech de la quasi-totalité de ses richesses pour les faire transporter à Meknès, ainsi que tout le marbre et autres piliers encore utilisables dans la ville antique de Volubilis avoisinante. Employant pas moins de 30 000 de ses sujets comme ouvriers, ainsi que 2 500 esclaves chrétiens, Ismaïl aime visiter ses chantiers, corriger ou renverser ce qui ne lui convient pas. Il est parfois cruel envers eux, et n'hésite pas à exécuter et punir ceux qui font mal leur travail. C'est par ces méthodes que Moulay Ismaïl impose des corvées éreintantes à des populations entières.

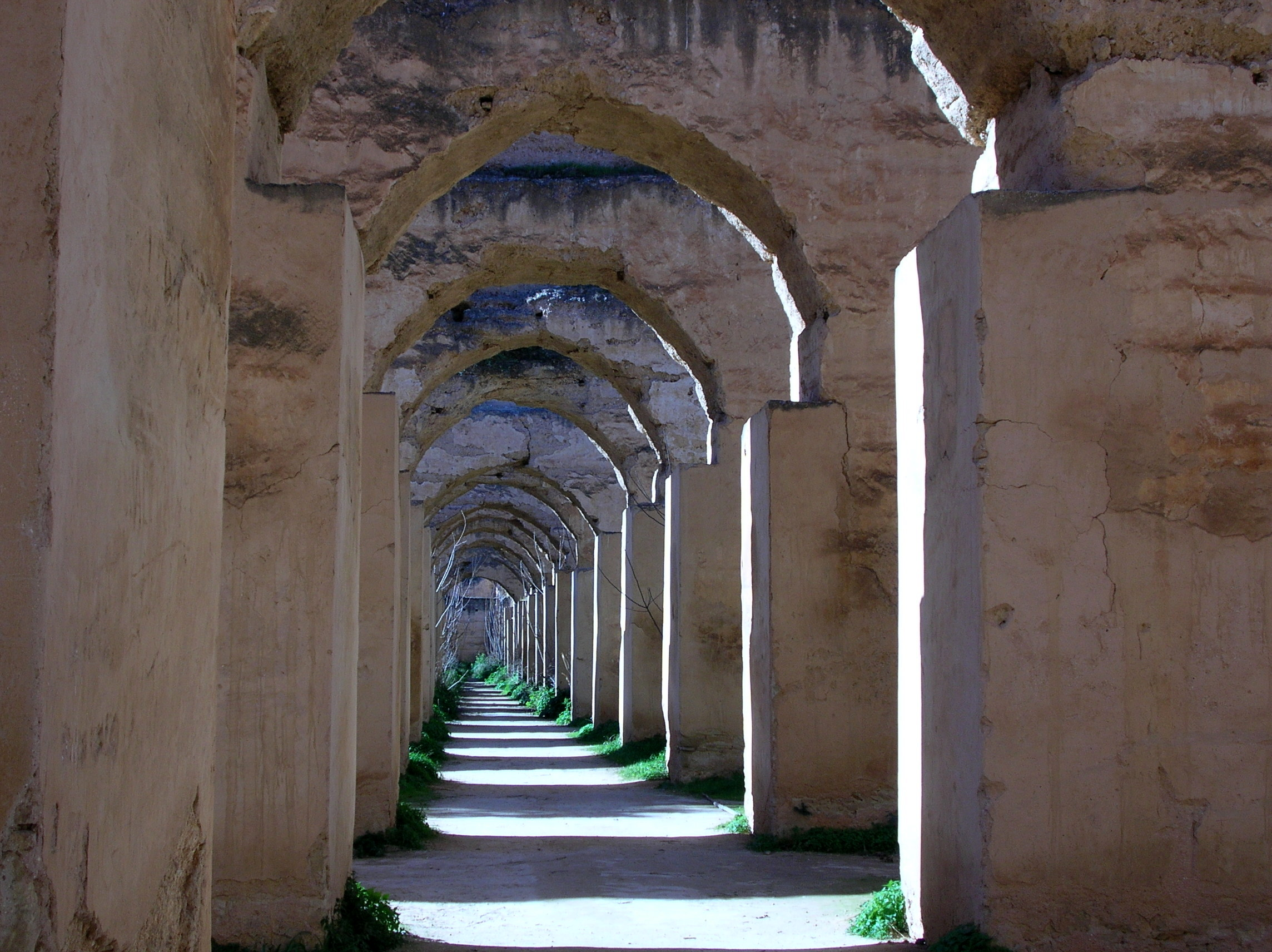
Les écuries royales du Hri Souani, d'une capacité de 12000 chevaux.

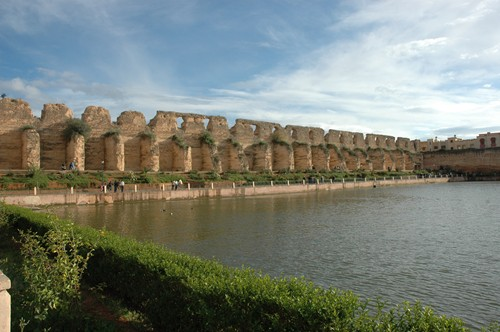
Bassin de l'Agdal.

Il commence la construction de son magnifique palais de Meknès avant de connaître les travaux de son contemporain Louis XIV à Versailles. Selon les ambassadeurs occidentaux présents à Meknès à l'époque les remparts du palais seuls faisaient plus de vingt-trois kilomètres de long. Dâr-el-Kbira, le premier des palais à être achevé après trois ans de construction, était immense à lui seul et possédait des jardins suspendus à l'image de ceux de Babylone. Sitôt fini il se met à poser les fondations de Dâr-al-Makhzen qui doit relier une cinquantaine de palais les uns aux autres chacun comprenant ses propres hammams et sa propre mosquée pour ses multiples femmes et concubines et leurs descendances, suivi ensuite par Madinat er-Riyad, qualifiée de beauté de Meknès par l'historien Ahmad ibn Khalid al-Nasiri, qui est le lieu de résidence des vizirs, et qui renferme les maisons des gouverneurs, des caïds, des secrétaires et de tous les hauts fonctionnaires de la Cour de Moulay Ismaïl.

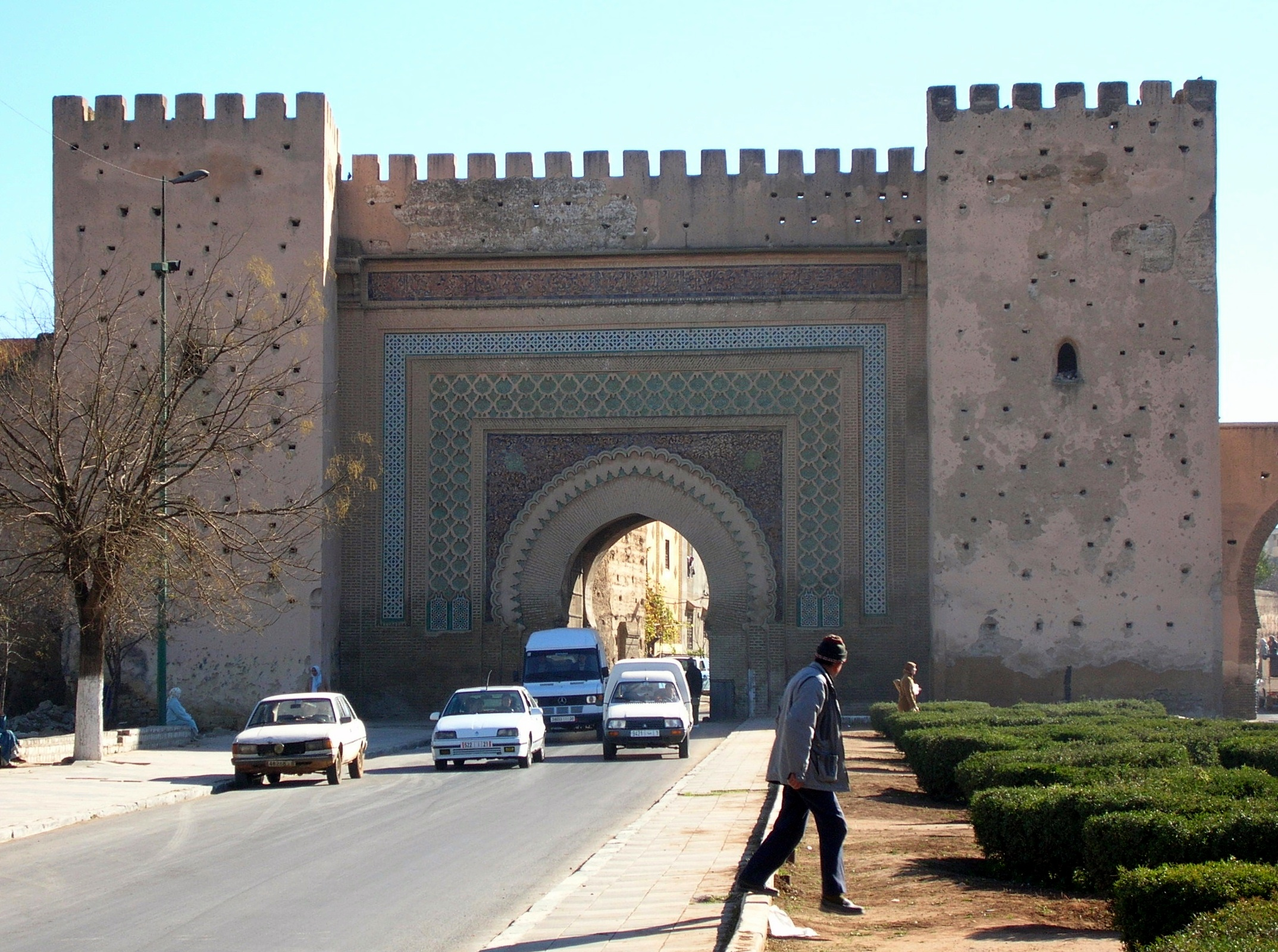
Bab El-Khmiss, porte construite sous le règne de Moulay Ismaïl au XVIIe siècle.

Sur le plan militaire, il fait édifier un réseau de soixante-seize forteresses qui jalonnent les principales routes et entourent les montagnes. Meknès est protégée par quarante kilomètres de murailles percées de vingt portes fortifiées de tours et de bastions. Dans le cadre de ses expéditions contre les Ottomans d'Alger, Moulay Ismaïl permet la pacification de l'Est du pays grâce à ses campagnes et à la construction d'un nombre important de forts protégeant le nord-est du pays. D'autres sont également édifiés dans les territoires de chaque tribu maintenant ainsi la sécurité dans le pays. Il édifie également des constructions défensives lors de son périple des oasis du Touat jusqu'aux provinces de Chenguit, puis réorganise et reconstruit des murailles dans certaines villes à l'image d'Oujda. Les garnisons d'Abid al-Bukhari sont souvent protégées de la kasbah dans les grands centres de population, à l'image de la kasbah des Gnaouas de Salé.
Dans le domaine économique, Moulay Ismaïl construit le Hri Souani, important lieu de stockage des denrées alimentaires qui alimente grâce à ses puits aussi bien le bâtiment que le bassin de l'Agdal, ce dernier ayant été creusé pour irriguer les jardins de Meknès. De grandes écuries d’une capacité de 12 000 chevaux se trouvent dans le Hri Souani. Sur le plan politique et intérieur, il reçoit ses ambassadeurs dans le Koubat Al Khayatine, pavillon qu'il construit à la fin du XVIIe siècle, tandis que c'est dans la prison Qara, que tous les criminels, esclaves chrétiens et prisonniers de guerre sont incarcérés. Sur le plan religieux et culturel, Ismaïl dote la ville d'un nombre important d'institutions religieuses, mosquées et medersas, places publiques, fontaines et jardins. Cette intense campagne de constructions se poursuit tout le long de son règne.

### Un diplomate actif

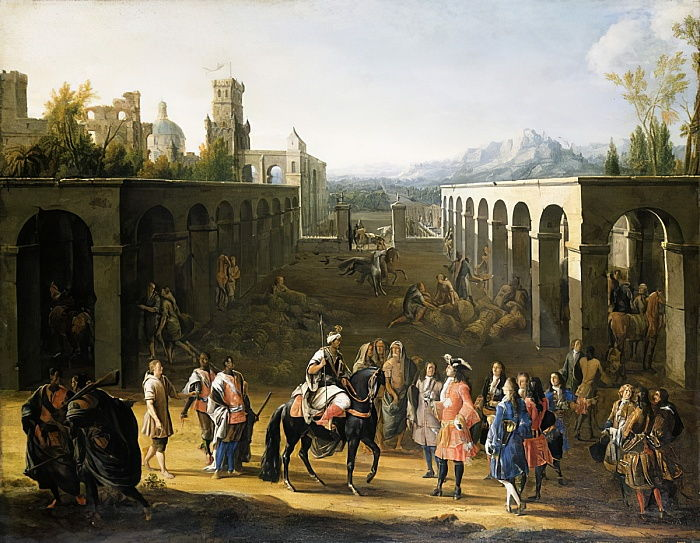
Moulay Ismaïl recevant l'ambassadeur de Louis XIV François Pidou de Saint-Olon, 1693, peinture de Pierre-Denis Martin.

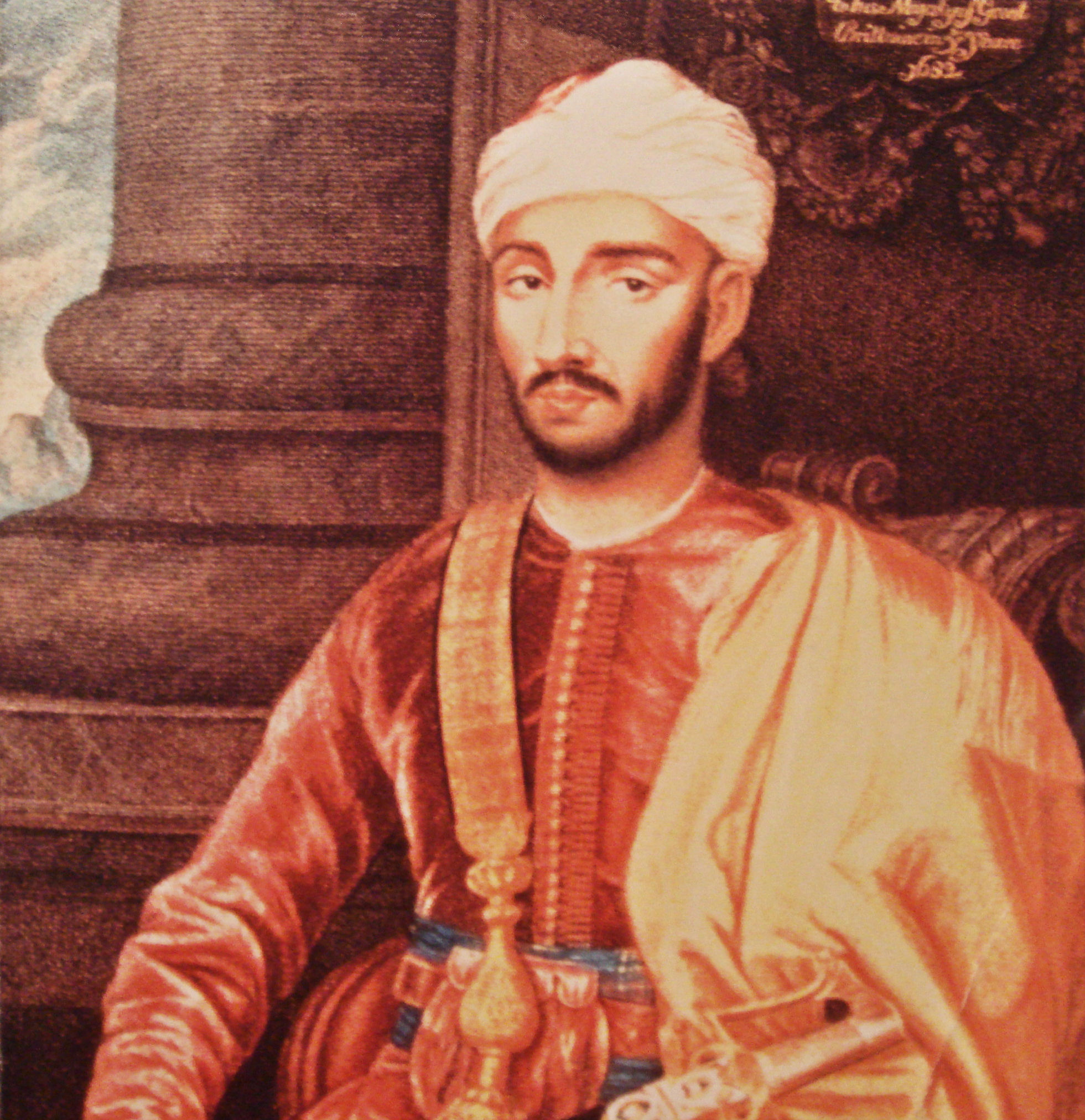
Mohamed Ben Haddou, ambassadeur marocain de Moulay Ismaïl en Grande-Bretagne en 1682.

Poursuivant la politique d'ouverture initiée par Abu Marwan Abd al-Malik, Moulay Ismaïl entretient de bonnes relations avec la France et la Grande-Bretagne afin de lier des relations commerciales. Elles concernent aussi la vente des marins chrétiens capturés en mer principalement par les corsaires de Salé, mais aussi la création d'alliances. C'est ainsi que Moulay Ismaïl demande en vain à la France de l'aider dans son combat contre l’Espagne. Une alliance contre la régence d'Alger est également élaborée en association avec la France et le Bey de Tunis. La Grande-Bretagne participe aussi en 1704 au blocus du port de Ceuta lors du siège de la ville.
En effet, les relations du Maroc avec l'Empire ottoman et ses possessions en Afrique du Nord sont le plus souvent difficiles. Les deux puissances entretiennent une méfiance réciproque, notamment lors du règne de Moulay Ismaïl. Les Ottomans soutiennent et financent à plusieurs reprises les opposants d'Ismaïl et montent même des expéditions pour les aider : Khadir Ghaïlan, les Naqsis, les Dilaïtes en bénéficient entre autres. De l'autre côté, Moulay Ismaïl tente lui aussi plusieurs expéditions et razzias, souvent à l'aide de tribus arabes anti-ottomanes dont certaines se trouvent de l'autre côté de la Tafna, les Beni Amer par exemple. Les deux empires ont à plusieurs reprises signé une paix, notamment en 1678, 1692, 1693 et 1701.

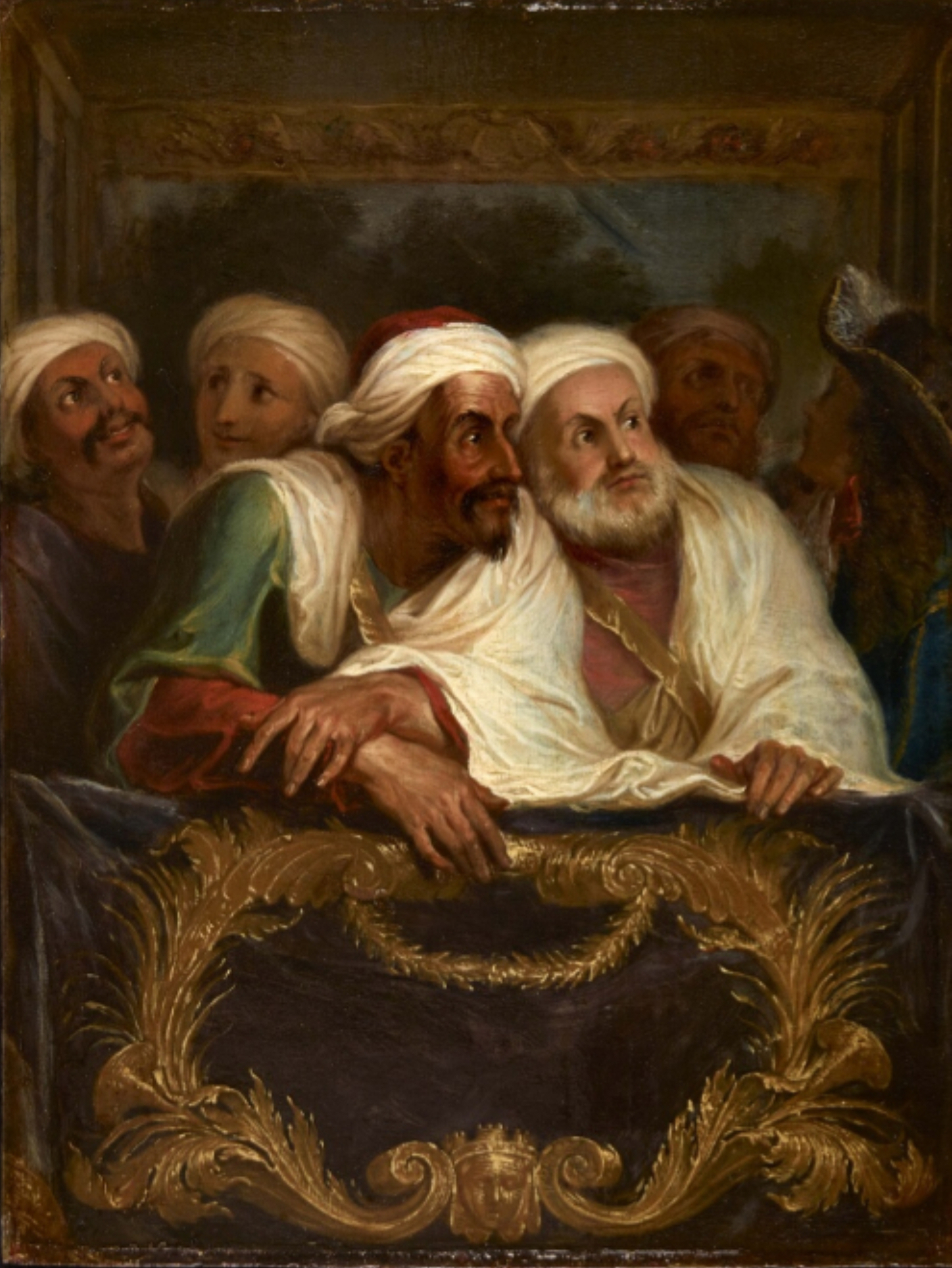
Mohammad Temim, Ambassadeur du Maroc, à la Comédie Italienne (1682), Antoine Coypel (1661-1722), Versailles.

En 1682, un traité d’amitié entre le Maroc et la France est signé à Saint-Germain-en-Laye, mais l’accès au trône d’Espagne du petit-fils de Louis XIV en 1710 condamne cette alliance, puis provoque en 1718 une rupture des relations diplomatiques avec la France et l'Espagne, puis le départ des commerçants et consuls français et espagnols,. Pour les diplomates français, Moulay Ismaïl est extrêmement cupide, et ses négociations et alliances ont seulement pour but de recevoir des présents. Une fois sa cupidité satisfaite, il n'hésite pas à nier ce qu'il a proposé aux puissances occidentales, dont même lorsque des lettres, montrent ses propositions,.
Moulay Ismaïl reçoit de nombreux ambassadeurs de France, d'Angleterre et d'Espagne à des fins commerciales, dont notamment le rachat de captifs chrétiens. Moulay Ismaïl envoie également de son côté des ambassadeurs dont les plus connus sont Mohammad Temim et Abdellah Benaïcha qui ont visité la France. Une mission diplomatique a pour but de demander la main de Mlle de Nantes, l'une des filles naturelles de Louis XIV, mais sans succès,.
Malgré la perte de Tanger, les Britanniques aident Moulay Ismaïl dans son combat contre l'Espagne, et signent également plusieurs traités de paix et de commerce. Après la rupture des relations avec la France, l'influence anglaise augmente. Moulay Ismaïl traite également avec Jacques II d'Angleterre, lui propose son aide et lui demande de se convertir à l'Islam.

## Mariages, concubines et enfants
Moulay Ismail fut polygame en série. Selon les écrits du diplomate français Dominique Busnot, Moulay Ismaïl entretient pas moins de 500 concubines, dont il a eu plusieurs centaines d'enfants. L'historien Abd al-Rahman Ibn Zaydan précise qu'à la mort d'Ismail, le nombre total de ses épouses et concubines esclaves du harem était de 700. Également, ce dernier a retranscrit dans sa publication al manzi’a al latif fi mafakhir al-mawla ismail ben cherif, les enfants d'environ 76 des épouses et concubines esclaves de Moulay Ismail à partir d'une partie des registres de naissance royaux tenus sous le règne de Sidi Mohammed III. Un total de 868 enfants dont 525 fils et 343 filles est mentionné en 1703 et il aurait obtenu son 700e fils en 1721 dépassant largement le millier d'enfants vers la fin de son règne, 1 042 selon le Livre Guinness des records, 1 171 selon deux chercheurs anthropologues de l'université de Vienne,.
L'historien Al Zayani, qui eut la charge du protocole royal sous le sultan Mohammed ben Abdallah, relate que de ses propres yeux il vit la liste exhaustive des enfants de Moulay Ismail et que ses descendants occupaient 500 maisons à Sijilmassa. Il précisa également que la liste auquel il eut accès ne contenait pas le nom des enfants de Moulay Ismail qui n’eurent pas de descendance.
Un rétablissement partiel de la descendance de Moulay Ismail par ses épouses et ses concubines esclaves du harem est listé ci-dessous. La postérité ne retint pas un grand nombre des noms complets de ses épouses. Et conformément aux traditions musulmanes les concubines esclaves n’ont pas de nom de famille, elles sont renommées au moment de leur conversion à l’Islam. Le nom de naissance de ces dernières ne fut pas sujet de sauvegarde méticuleux, pour cela peu de ces femmes sont identifiables par leur nom de naissance. Est énumérée d’abord la descendance de ses épouses ayant un nom complet ou une biographie, ensuite celle de ses épouses qui n’ont pas de nom complet, puis une liste partielle de sa descendance par ses concubines esclaves :
- La fille d'un prince saadien[31], mariée le 5 avril 1670 à Dar Ben Chegra à Fès. Selon Al Zayani, la mariage eut lieu durant le mois de Chawwal[32], tandis qu'Al-Nasiri relate que le mariage eut lieu le 14 de Dhou al-qiʿda[31] 1080 dans le calendrier islamique. Le mariage a probablement eu lieu entre les deux dates, donc du mois de mars au 5 avril 1670, car les mariages royaux duraient souvent sept jours[33]. Qu'ils aient eu une descendance n'est pas indiqué.
- La fille du Cheick Al-Lawati[34], qui était la veuve de son demi-frère le sultan Moulay Rachid. Elle est originaire de la région du Rif oriental, son père était cheick de sa tribu arabe Maqil ou berbère[35],[36]. Le mariage eut lieu après son veuvage donc postérieur au 9 avril 1672. Qu'ils aient eu une descendance n'est pas indiqué.
- Lalla Aïcha Moubarka. Ses origines ne sont pas claires, initialement elle était une jarya (concubine esclave) du sultan Moulay Rachid. Des sources affirment que Moulay Ismail l'acheta de son frère au début des années 1670 et a fini par l'épouser[37],[38]. Elle eut une influence considérable sur Ismail et chercha, pendant de nombreuses années, à faire de son fils Moulay Zeydan (nom complet Mohammed Zeydan[39]) l'héritier du trône avant qu'il ne soit finalement exécuté secrètement par son père en 1708[40]. Lalla Aïcha Moubarka ou Zaïdana était surnommée l’Impératrice du Maroc par les Européens. Ils eurent plusieurs enfants[26] parmi eux Moulay Zeydan[41], le sultan Moulay Ahmed[42] et le sultan Moulay Ali[43].
- Lalla Khanatha bint Bakkar, il l'épousa en 1678. Elle est de la tribu M'gharfa des Banu Hassan, la caste aristocratique des Beidanes. Son siège familial se trouve dans la région de Sbouya, communément appelée Oued Noun[44]. Elle est la fille du grand Cheikh Bakkar des M'ghafra. Belle, intelligente, lettrée, elle était l'une des rares personnes dont Moulay Ismaïl admettait remarques et conseils. Ses enfants avec Moulay Ismail sont Moulay Mohammed[45], Moulay Hafiz[46], Moulay Mehrez[47], Moulay Mohammed al-Mutais[48] et le sultan Moulay Abdallah.
- Lalla Ma'azuza Malika[25], date de mariage et origines inconnues. À la fin des années 1720, John Braithwaite, membre du consulat britannique au Maroc, explique que Ma'azuza n'était plus dans les faveurs de Moulay Ismail[49]. Leurs fils étaient le sultan Moulay Abdelmalek[50], Moulay Abd al Rahman[50] et Moulay Hussein[50].
- Lalla Alwa Benabiz[51], date de mariage et origines inconnues. Ils eurent dix enfants, sept fils et trois filles[51], l'un d'eux est Moulay Ṣafā (Muley Spha)[51], il fut le premier maître de Thomas Pellow.
- Lalla Aouda Doukalia, date de mariage inconnue. Son nom de famille pourrait suggérer des origines de la tribu des Doukkala. Leurs enfants étaient le sultan Moulay Mostadi[50], Moulay Bi'nassir[50], un autre Moulay Hussein[50] et d'autres enfants anonymes[50].
- La princesse Nassira el-Salwi bint Mohammed el-Heyba[52],[53], originaire du Brakna il épousa cette dernière soit en 1678/9[2],[54] ou en 1690[53]. Qu'ils aient eu une descendance n'est pas indiqué.
- Lalla Halima al-Soufiyania[55],[56], il l'épousa vers 1707 (Thomas Pellow relate que son fils préféré était âgé de 8 ans vers 1715[56]). Elle est originaire de la région de Doukkala et est la fille de Cheikh Ali bin Hussein des Bani Sweid[57]. Un fils qui leur est né est connu, Moulay Zeydan (né vers 1707[56], à ne pas confondre avec Mohammed Zeydan, son demi-frère aîné).
- Lalla Um’el’Iz Tabba’a[58], date de mariage et origines inconnues. Son fils était un autre Moulay Abdallah[59],[50].
- Abhar Doukalia[50], date de mariage inconnue. Mère de Mussa al-Hadi[50].
- Fatima Ouardighiya[50], date de mariage inconnue. Son fils était un troisième fils nommé Abdallah, issues des Ouardigha[50].
- Zahra al-Malikiya[60], date de mariage inconnue. Zahra est originaire de la tribu hilalienne des Beni Melik dans l'ouest du Maroc[61]. Beaucoup des épouses de Moulay Ismail sont originaires de cette tribu. Elle est la mère d’Al-Ishwa[60] et d’Al-Cheick Saghir[60].
- Mask'al'Juyub Soufiyania[60], date de mariage inconnue. Elle est la mère d’Abd al-Malik[60].
- Rahma al Salaouia[60]. Sa date de mariage est inconnue, elle est originaire de la ville de Salé. Elle est la mère de Mohammed[60].
- Fidah Doukalia[60], date de mariage inconnue. Elle est la mère d’Abdallah Boumnad[60].
- Maria al-Aljaa[60], date de mariage inconnue. Elle est la mère de Moulay Binaser[60] et d’Al-Mu'atamid[60].
- Sounah al-Dir'iyah[60], date de mariage inconnue. Elle est la mère d’Al-Walid al Mouthalath[60].
- Ruqiya al-Saidiya[60] (pas Sa'adiya), date de mariage inconnue. Elle est la mère de Mohammed[60].
- Um'el'Saad Malikiya[60], date de mariage inconnue. Elle est la mère d’Al Harran[60] et de Mehrez[60].
- Jamila al-Malikiya[62], date de mariage inconnue. Elle est la mère de Moulay Moustada[62].

Ci-dessous la dénomination chaouia signifie une origine de chaouia une zone géographique pouvant également être une tribu. Un grand nombre d’épouses de Moulay Ismail furent désignées comme « chaouia ». Est listée ci-dessous la descendance qu’il eut avec ses épouses dont uniquement le nom partiel de ces femmes nous parvint, en nous indiquant leurs origines tribales ou leur prénom. Il n’est pas certain que les femmes dont seul le prénom est donné furent toutes nées libres musulmanes. Le fait que seul leur prénom soit retenu peut indiquer des origines esclaves de ces femmes, donc dépourvue de nom de famille ou de filiation tribale. La suite de sa nombreuse descendance inclut:
- Lalla Amina[63] et son frère propre Sidi Mohammed[63] : leur mère est Chaouia[63].
- Le prince Suleiman al Kabir[63] : sa mère est Chaouia[63].
- Le sultan Sidi Mohammed[63] et une autre fille nommée Amina[63] : leur mère est Chaouia[63].
- Rachid[63], Binaser[63] et Binaser[63] : leur mère est Hayaniya (tribu Hyayna)[63].
- Abdel Karim[63], Harran[63], Hicham[63], Fadel[63] et Lalla Sakina[63]: leur mère se prénomme Abla[63].
- Al Mouktadir[63] : sa mère est Doukalia[63].
- Abi Marwan du Sous[63] et Abu Faris[63] : leur mère se prénomme Haniya[63].
- Abu Kacim[63]: sa mère est Za'ariye[63].
- Abdeslam[63], Mohammed al Dayf[63],[64], Mohammed Al Mustadi[64], Abbas[64], Mohammed Al Muntasir[64], Mohammed Al Rashid[64], Sulaiman[64], Mohammed Telgui[64], Mohammed Al Mouhtadi[64], Mohammed Al Walid[64], Hassan[64] et Idris[64]: leur mère est Talikiya[64].
- Nasser[63] : sa mère est Marrakchiya[63], c'est-à-dire native de Marrakech.
- Fatoum[63] (surnom pour Fatima) et al-Fadil[63] : leur mère est Alja (umahu aljaa[63]).
- Moulay Abou Nasser[63] : sa mère est Dlimiya[63], c'est-à-dire de la tribu des Oulad Delim.
- Hafid al Ikhlaf[63], Moulay Ali[63] et le prince al-Mouhtadi[63] (Qui s'est révolté à Salé durant le règne de son frère Sidi Mohammed)[63] : leur mère est Chaouia[63].
- Suleiman al Saghir[63] et al-Taqaa[63] : leur mère est Malikiya[63].
- Abdelhaq[63] : sa mère est Malikiya[63].
- Khaled al-Hutha[63], al-Rachid al Kabir[63] et Mohammed[63] : leur mère est de la tribu des Awlad Hmami[63].
- Mohammed al Habib[63] : sa mère se prénomme Zubaida[63].
- Le sultan Moulay Zine El Abidine[60], Jaafar[60] et Moussa[60] : leur mère est Chaouia[60].
- Al-Mamune Saghir[60]: sa mère est Chaouia[60].
- un second fils nommé Idris[60], al-Mehdi[60] et Sitt al-Mulk[60] : leur mère est Chaouia[60].
- Asrur al-Safah[60], Mehrez[60], al-Mu’tedad[60] et Mohammed al Gharfi[60] : leur mère est Chaouia[60].
- Al Taher[60] et Abd al Malik[60] : leur mère est Doukalia[60].
- Al-Wallad[60] et Sidi Issa Idris[60] : leur mère se prénomme Shams al-Dhuha Chaouia[60]. Ici Chaouia peut désigner la zone géographique et non son nom de famille.
- Al-Cherif[60] et al-Murtaja[60] : leur mère est Chaouia[60].
- Said al Saghir[60] : sa mère est Hayania[60]
- Abd al-Kadir[60]: sa mère est de la tribu des Awlad Asfir[60].
- Abd al-Mamun[60] : sa mère est Tadlaouia[60], soit de Tadla.
- Al-Walid al Kebir[60] : sa mère est Fulania[60], qui signifie Peul en arabe.
- Al-Mu'atamid[60] : sa mère est Malikiya[60].
- Al-Hakim[60] et al-Kebir[60] : sa mère est Doukaliya[60].
- Moulay Moubarak[60] : sa mère est Doukaliya[60].
- Abd al-Wahid[60]: sa mère est Malikiya[60].
- Al-Salem[60], Haroun[60] et Sitt al-Nafissa[60] : leur mère est Kawthar Chaouia[60]. Ici Chaouia peut désigner la zone géographique et non son nom de famille.
- Abu Faris[60] ([père de Moulay Mehrez[60] qui a pour fils Hassan[60] et 25 autres garçons[60]] ce dernier tua les fils de son frère Moulay Youssef en 1748 [1162 de l'hégire[60]] et causa des dégâts chez son neveu Moulay Cherif ben Zine El Abidine[60]), al-Othmani[60] et un autre fils nommé Sidi Mohammed[60] : leur mère est native de Thaghr Azamour[60].
- Abdallah[60] et al-Talib[60] : leur mère est Kinawiya[60].
- Othman al-Thani[60] : sa mère est Malikiya[60].
- Taya[60] : sa mère est de la tribu des Awlad al-Haj[60], une tribue arabe[60].
- Al Mu'atasim[60] et une autre fille nommée Sitt al Mulk[60] : leur mère est Aljaa[60].
- Al-Chérif[60] et Lalla Safia[60]: leur mère est Chaouia[60].
- Mohammed[60] : sa mère est Talikiya[60].
- Suleiman[60] : sa mère est Jami'iya[60].
- Une fille non nommée[60], Mu'awiya[60] et al-Hassan[60] : leur mère se prénomme al-Bustan[60], elle est native de Debdou[60].
- Al-Qaim[62]: sa mère se prénomme Khalia[62].
- Moulay Abu Marwan[62] et Youssef[62] : leur mère est Em'nebhiye[62], de la tribu des Mnebha.
- Al-Muktafi[62] : sa mère est Dukaliya[62].
- un second fils nommé Abd-el Rahman[62] : sa mère est Chaouia[62].
- Abd-el Rahman al Muthalath[62]: sa mère est Malkiya[62] (ne pas confondre avec l'orthographe Malikiya).
- un quatrième fils nommé Abdallah[62] : sa mère est Hasiniya[62].
- Al Mu'tamid al Saghir[62] : sa mère est Chaouia[62].
- Mohammed al-Aqra'[62] et Suleiman[62]: leur mère est de la tribu des Sufiyan[62].
- Mohammed[62]: sa mère est Boukhariya[62] (probablement une esclave des Abid al-Bukhari).

Voici la descendance qu’il eut avec certaines de ses concubines esclaves du harem, ainsi que les détails connus sur leur mère:
- Moulay Mohammed Alim[63] et Moulay Cherif[63] : leur mère est al-Darah, une concubine esclave espagnole[63],[37]. Vers 1702, al-Darah meurt tragiquement étranglée par Moulay Ismaïl à qui Lalla Aïcha avait fait croire qu'elle l'avait trompé[37].
- Moulay Taleb[63]: sa mère est une concubine esclave[63] désignée comme melika[63].
- Cheick al-Kabir[63] : sa mère est une concubine esclave[63] désignée comme ama[63].
- Daoud[60]: sa mère est une concubine esclave[60] désignée comme ama[60].
- Al-Said[60] : sa mère est une esclave de la tribu Awlad Sidi ben Issa[60] qui fut offerte en tant que concubine esclave à Moulay Ismaïl[60].
- Abd-al Hadi al Kabir[60], Abd-al Hadi Saghir[60] : sa mère est une concubine esclave[60] désignée comme ama[60].
- Youssef Saghir[60] : sa mère est une concubine esclave[60] désignée comme ama[60].
- un fils, né d'une concubine esclave anglaise renommée Lalla Balqis (née en 1670)[65]. Elle fut capturée par des pirates barbaresques en 1685, à l'âge de quinze ans, alors qu'en compagnie de sa mère, elle se rendait dans les Barbades. Elle fut vendue au marché aux esclaves au Maroc et offerte comme cadeau au sultan. Convertie à l'islam sous le nom de Balqis et incluse dans son harem, elle fut une des favorites de Moulay Ismail. Elle est devenue une concubine privilégiée et influente. Son influence dans le harem était si connue qu'elle faisait partie des femmes du harem qui reçurent des cadeaux diplomatiques de l'ambassadeur britannique Charles Stewart lors de sa visite à Meknès en 1721.

Madame Shaw, irlandaise, fut à un moment de sa vie la concubine esclave de Moulay Ismail. Elle fut forcée de se convertir à l'Islam lorsque le sultan souhaitait avoir des relations sexuelles avec elle, mais a été affranchie et mariée à un converti espagnol lorsque le sultan s'est lassé d'elle. Le converti espagnol étant très pauvre, elle fut décrite par des témoins contemporains comme réduite à la mendicité, avant qu'elle ne soit aidée par John Russel, le consul général britannique.

## Dans la culture populaire

### Télévision
- L'émission Secrets d'histoire sur France 2 du 20 juillet 2017, intitulée Moulay Ismaïl : le Roi-Soleil des mille et une nuits, lui était consacrée[67].

#### Ouvrages ou chapitres sur Moulay Ismaïl
- Philippe Marchat, Le Maroc et les « Puissances » : Un empire convoité, de 711 à 1942, Paris, L'Harmattan, 2013 (1re éd. 2007), 662 p. (ISBN 978-2-336-29763-7 et 2336297639, OCLC 858220563, lire en ligne), p. 49, 50 et 51
- David Bensoussan, Il était une fois le Maroc : Témoignages du passé judéo-marocain, Bloomington (Indiana), iUniverse, 2012, 620 p. (ISBN 978-1-4759-2608-8 et 1-4759-2608-1, OCLC 794709167, lire en ligne) [aperçu en ligne]  — 1re éd. : Montréal, Éditions du Lys, 2010, 400 p. (ISBN 9782922505214 et 2922505219) (OCLC 610211412) ; Prix Haïm Zafrani récompensant une œuvre littéraire en langue française 2012.
- « Le règne de Moulay Ismaïl (1672-1727) et l'« âge d'or » du Maroc » et « Moulay Ismail, Louis XIV et la course salétine », dans Bernard Lugan, Histoire du Maroc : Des origines à nos jours, Ellipses, 2011 – éd. rev. et augm. (1re éd. 2000), 403 p. (ISBN 9782729863524 et 2729863524, OCLC 717543501), p. 186-193
- « Le siècle de Moulai Isma'il (1672-1727) », dans Michel Abitbol, Histoire du Maroc, Paris, Perrin, 2009 [détail de l’édition], p. 188-253
- Issa Babana El Alaoui, « Moulay Ismaïl (1672-1727) », dans Histoire de la dynastie régnante au Maroc, Paris, Fabert, 2008, 283 p. (ISBN 9782849220504), p. 43-51
- Bethwell Allan Ogot (dir. de vol.), « Le règne de Moulay Ismā'il : L'Afrique du XVIe siècle au XVIIIe siècle. », dans Histoire générale de l'Afrique, vol. V, Paris/Vanves, Éd. de l'UNESCO-Présence africaine/Édicef, 1998 (réimpr. 1999), 605 p. (ISBN 284129353X et 9789232024978, OCLC 40739064, lire en ligne), p. 172-178
- Clifford Edmund Bosworth et al., « Mawlāy Ismā‘īl », dans Encyclopédie de l'Islam, t. VI, Leyde/Paris, Brill/G.-P. Maisonneuve et Larose, 1989 (lire en ligne), p. 882-884
- Larbi Essakali (dir. de la coll.) et Henri Maurin (dir. de la pub.), Le Mémorial du Maroc, vol. 4 : 1666-1906 : De la grandeur aux intrigues, Rabat, Nord Organisation, 1982, 283 p. (ISBN 84-499-6253-6 et 9788449962530, OCLC 30828986), ?
- Younès Nekrouf (préf. Michel Jobert), Une amitié orageuse : Moulay Ismaïl et Louis XIV, Paris, Albin Michel, 1987, 393 p. (ISBN 2-226-03128-6 et 9782226031280, OCLC 716141428)
- « Moulay Ismaïl et Louis XIV », sur Archipress.org  — présentation incluant les archives audio d’une émission d'Alain Decaux sur France Inter, avec Amin Maalouf, réalisée en 1999 autour du livre de Younès Nekrouf.
- Charles-André Julien, « Un grand souverain : Moulay Isma'il » et « Le jihad de Moulay Isma'il », dans Le Maroc face aux impérialismes : 1415-1956, Jaguar, 2011 (1re éd. 1978), 549 p. (ISBN 9782869504219 et 2869504217, OCLC 758774279), p. 25-26
- Lucette Valensi, « Charles-André Julien, Le Maroc face aux impérialismes, 1415-1956 », Annales. Histoire, Sciences sociales, Paris, École des hautes études en sciences sociales, vol. 35, no 3,‎ 1980, p. 822-823 (lire en ligne)
- Chantal de La Véronne et Joseph de León, Vie de Moulay Isma'ïl, roi de Fès et de Maroc : d'après Joseph de Léon, (1708-1728) : Étude et Édition, Paris, Librairie orientaliste Paul Geuthner, coll. « Documents d'histoire maghrébine » (no 2), 1974, 181 p. (OCLC 256756948)
- Marcel Émerit, « La Véronne (Chantal de) : Vie de Moulay Isma'il, roi de Fès et de Maroc, d'après Joseph de Leôn (1707-1728) », Revue française d'histoire d'outre-mer, Paris, Société française d’histoire des outre-mers, t. 62, no 229,‎ 4e trimestre 1975, p. 683-684 (lire en ligne)
- Robert Ricard, « Chantal de La Véronne, Vie de Moulay Isma'ïl, roi de Fès et de Maroc, d'après Joseph de León (1708-1728) », Bulletin hispanique, Bordeaux, Éd. Bière, vol. 78, no 1,‎ 1976, p. 191-194 (lire en ligne)
- Charles-André Julien, « Moulay Isma'il », dans Histoire de l'Afrique du Nord : Des origines à 1830, Payot et Rivages, coll. « Grande Bibliothèque Payot », 2001 (réimpr. 1969 et 1994) (1re éd. 1931, rev. et augm. en 1951), 866 p. (ISBN 2228887897 et 9782228887892, OCLC 32160417), p. 598-615  — cf. aussi p. 21, 120, 572, 581, 617, 620 et 670-671.
  - 1re éd. : Jean-Rémy Palanque, « Charles-André Julien. Histoire de l'Afrique du Nord : Tunisie, Algérie, Maroc », Revue d'histoire de l'Église de France, Paris, Société d'histoire ecclésiastique de la France, t. 17, no 77,‎ 1931, p. 488-489 (lire en ligne)
  - Éd. rev. et augm. : « Histoire de l'Afrique du Nord par Charles-André Julien », sur Bibliomonde
- Ismaël Hamet, chap. VI « Les Chérifs Filaliens : Les chérifs filaliens ou hassaniens. – Moulay Rachid au Tafilalt, puis à Fez. – Moulay Ismaïl (1672-1727). – Les Abid Bokhari. – Sidi Mohammed ben Abdallah (1757-1790). – Moulay Slimane (1792-1822). –Moulay Aderrahmane (1822-1859). », dans Histoire du Maghreb : Cours professé à l'Institut des hautes études marocaines, Paris, Ernest Leroux, 1923, 502 p. (lire en ligne [PDF]), p. 335-391
- Direction générale des affaires indigènes, Archives marocaines, vol. XXVIII, Paris, Honoré Champion, coll. « Publication de la Direction générale des affaires indigènes (section sociologique) », 1931, 65 p. (lire en ligne [PDF])   — y sont incluses plusieurs cartes.
- Mission scientifique au Maroc, Archives marocaines, vol. XVIII, Paris, Ernest Leroux, coll. « Publication de la Mission scientifique au Maroc », 1912, 451 p. (lire en ligne [PDF])
- Ahmed ben Khâled Ennâsiri Esslâoui. (trad. de l'arabe par Eugène Fumet), Kitâb Elistiqsâ li-Akhbâri doual Elmâgrib Elaqsâ [« Le livre de la recherche approfondie des événements des dynasties de l'extrême Magrib »], vol. IX : Chronique de la dynastie alaouie au Maroc, Paris, Ernest Leroux, coll. « Archives marocaines », 1906 (1re éd. 1894 – en arabe) (lire en ligne)
- Aboulqâsem ben Ahmed Ezziâni (trad. de l'arabe par Octave Victor Houdas), Le Maroc de 1631 à 1812 : Extrait de l'ouvrage intitulé Ettordjemân elmo ʻarib ʻan douel Elmachriq ou ʼLmaghrib, Paris, Ernest Leroux, 1886, 216 p. (lire en ligne)
- H. Audiffret, « Muley-Ismael », dans Louis-Gabriel Michaud, Biographie universelle, ancienne et moderne, ou, Histoire par ordre alphabétique de la vie publique et privée de tous les hommes qui se sont fait remarquer par leurs écrits, leurs actions, leurs talents, leurs vertus ou leurs crimes, vol. XXX, Paris, Louis-Gabriel Michaud, 1821, 616 p. (lire en ligne), p. 376-379
- John Braithwaite, Histoire des révolutions de l'empire de Maroc, depuis la mort du dernier empereur Muley Ismaël..., P. Mortier, 1731, 473 p. (lire en ligne)
- Dominique Busnot (préf. Xavier Girard), Histoire du règne de Moulay Ismaïl [« Histoire du règne de Moulay Ismael, roi de Maroc, Fez, Tafilet, Souz, etc., de la cruelle persécution que souffrent les esclaves chrétiens dans ses états avec le récit de trois voyages à Niquenez et Ceuta pour leur rédemption et plusieurs entretiens sur la tradition de l'Église pour leur soulagement »], Paris, Mercure de France (1re éd. 1714), 139 p. (OCLC 457198331)
- Germain Moüette, Relation de la captivité du S. Moüette dans les royaumes de Fez et de Maroc, 1683, 375 p. (lire en ligne)
- Henry de Castries, Moulay Ismail et Jacques II : Une apologie de l'Islam par un sultan du Maroc, E. Leroux, 1903, 128 p. (lire en ligne)
- Collectif, Les Alaouites, Mohammed VI : Une dynastie, un règne, Casablanca, L'Économiste, coll. « Les documents de L'Économiste », juillet-août 2009, 96 p. (lire en ligne [PDF]), p. 5, 7, 9, 11, 16-17 (« Les conceptions militaires de Moulay Ismaïl »), 18, 21, 26, 28, 30, 32, 34 (« Les terribles prisons de Moulay Ismaïl »), 38, 40, 46 et 56

#### Autres ouvrages
- Henry de Castries, Les Sources inédites de l'Histoire du Maroc. Deuxième série. Dynastie Filalienne. Archives de la Bibliothèque de France. Tome III, Paris, coll. « Publication de la Section Historique au Maroc », 1927, 587 p.
- (es) Tomás García Figueras et Carlos Rodríguez Joulia Saint-Cyr, Larache : datos para su historia en el siglo XVII, Paris, Instituto de Estudios Africanos, Consejo Superior de Investigaciones Científicas, 1973, 499 p.
- Robert Rézette, Les Enclaves espagnoles au Maroc, Paris, Nouvelles Éditions latines, 1976, 190 p. (ISBN 2-7233-1765-X et 9782723317658, OCLC 906184716), p. 37, 38, 39, 40, 41, 42 et 178[aperçu en ligne]
- Giles Milton (trad. de l'anglais par Florence Bertrand), Captifs en Barbarie : L'Histoire extraordinaire des esclaves européens en terre d'Islam [« White Gold: The Extraordinary Story of Thomas Pellow and North Africa's One Million European Slaves »], Lausanne, Noir sur Blanc, coll. « Essai », 2006 (1re éd. 2004 – en anglais), 301 p. (ISBN 2-88250-170-6 et 9782882501707, OCLC 421118084)
- Araceli González Vázquez, Discursos europeos del siglo XVII sobre la apostasía y la conversión al Islam : un texto del cautivo francés Germain Moüette sobre Bernard Bausset y los catorce leones del sultán Mulay Ismail de Marruecos, Madrid, Universidad Complutense de Madrid, 2015 [lire en ligne]
- Dominique Defontin-Maxange, Le grand Ismaël, empereur du Maroc, Paris, Masson et Cie, éditeur, 1929, 319 p., Prix d'Académie 1930 de l'Académie Française, Worldcat